# Phlebotominae
Sous-famille
Les Phlebotominae, ou phlébotomes, sont une sous-famille d'insectes de l’ordre des diptères, du sous-ordre des nématocères, de la super-famille des Psychodoidea (Lameere, 1936) et de la famille des Psychodidae.
Ce sont de tout petits insectes hématophages, qui peuvent être vecteurs de pathogènes de la santé humaine (bartonellose, arbovirose, leishmaniose) des genres Leishmania, Bartonella, Phlebovirus et Vesiculovirus.

## Taxonomie
La classification des genres se fonde sur le nombre et la structure des segments des antennes et des palpes et sur le nombre et la disposition des nervures alaires (Rondani, 1843). À l'origine, le seul genre Phlebotomus Rondani regroupait toutes les espèces de Phlebotominae. En 1948, Theobald proposa la division de ce genre entre les espèces de l'ancien monde et celles du nouveau monde en quatre genres : Phlebotomus et Sergentomyia pour les espèces de la région paléarctique et Lutzomyia et Brumptomyia pour celles des régions néarctique et néotropicales.
Cette sous-famille est depuis divisée en six genres :
- Phlebotomus Rondani & Berté, 1840 ;
- Sergentomyia Franca & Parrot, 1920 ;
- Chinius Leng, 1987 ;
- Lutzomyia Franca, 1924 ;
- Brumptomyia Franca & Parrot, 1921 ;
- Warileya Hertig, 1948.

Récemment, un nouveau genre américain a été proposé : Edentomyia Galati, Andrade-Filho, da Silva & Falcao, 2003.

## Éthologie

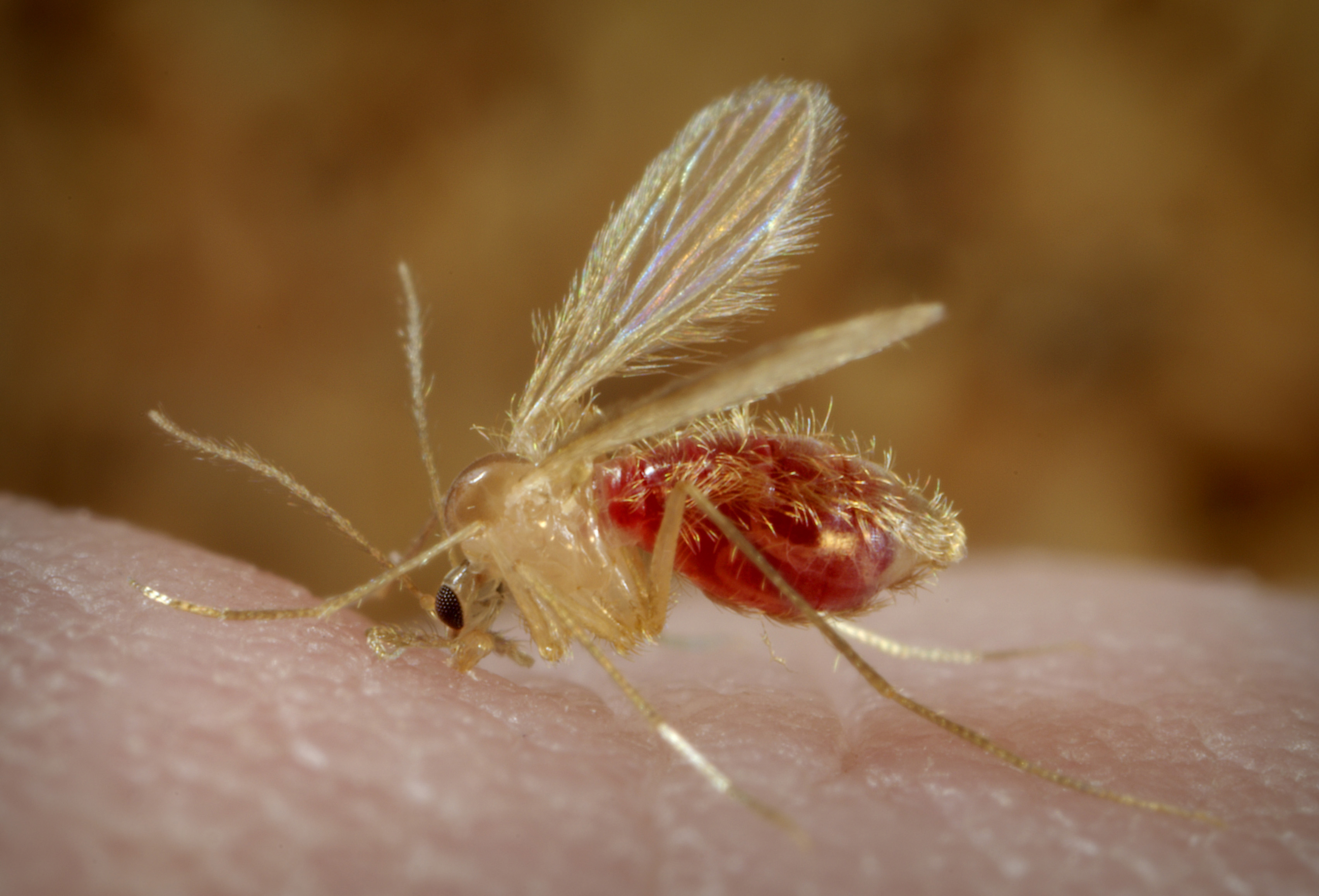
Phlébotome (femelle) prenant son repas de sang, vecteur de la leishmaniose.

L’observation des phlébotomes est difficile en raison de leur petite taille, leur couleur pâle et leur vol rapide et saccadé. Ils fréquentent de plus des lieux obscurs, et la brièveté de leurs déplacements les rend discrets.
La découverte des larves est encore plus délicate : elles vivent en général dans des milieux peu accessibles et sont parfois enterrées dans des détritus organiques divers.
Cependant, les adultes de plusieurs espèces gravitent au voisinage de l’homme et les femelles se nourrissent à ses dépens. Ils piquent à la tombée de la nuit, plus rarement pendant le jour, dans les habitations ou à proximité.
Certains se nourrissent sur les animaux à sang chaud et se rencontrent dans les clapiers, les porcheries, les étables, les écuries, les chenils, les poulaillers et dans les terriers.
D’autres piquent les animaux à sang froid et s'observent à l’entrée des gîtes de ces animaux et sous l’écorce des arbres, près des nids de lézards.
On peut également trouver des phlébotomes dans les grottes et les cavernes, vivant aux dépens des chauves-souris ou d’autres vertébrés habitant ces lieux.
Dans les régions sèches et arides, ils s’abritent pendant le jour dans les crevasses du sol, d’où ils ne sortent qu’à la faveur de la fraîcheur et de l’humidité de la nuit, dans les terriers des petits rongeurs où ils trouvent le calme, l’obscurité et l’humidité nécessaires à leur développement.
D’autres se multiplient en grand nombre dans les forêts humides des régions équatoriales.
En certaines saisons, on peut recueillir de nombreux individus appartenant à diverses espèces aussi bien dans les anfractuosités des gros arbres qu’à l’entrée des terriers.
Pour déloger les phlébotomes des refuges inaccessibles, l’emploi de la fumée de tabac donne de bons résultats.
Seules les femelles sont hématophages.

## Répartition
Si l'on rencontre les Phlébotomes sur tous les continents, ils ne dépassent cependant pas certaines latitudes. Très rares en Amérique du Nord et peu abondants en Australie, leur présence n'est pas signalée dans les pays nordiques. Ils sont, a contrario, fréquents dans le Bassin méditerranéen et en Afrique du Nord. Mais c'est dans les zones tropicales et subtropicales de l’Afrique, en Amérique du Sud et en Asie qu'on les trouve en plus grand nombre.
En France: Les phlébotomes sont présents partout en France mais on trouve une plus grande diversité d’espèces dans le bassin méditerranéen. Phlebotomus perniciosus et Phlebotomus ariasi sont les espèces les plus abondantes et les plus largement réparties; Sergentomyia minuta est aussi très abondant; Phlebotomus papatasi, Phlebotomus  perfiliewi, Phlebotomus  sergenti et Phlebotomus mascittii sont plus rares .

## Liste des espèces
- Genre Brumptomyia (24 espèces) :
  - Brumptomyia avellari (Costa Lima, 1942)
  - Brumptomyia beaupertuyi (Ortiz, 1954)
  - Brumptomyia galindoi (Fairchild & Hertig, 1947),
  - Brumptomyia hamata (Fairchild & Hertig, 1947),
  - Brumptomyia leopoldoi (Rodríguez, 1953)
  - Brumptomyia pentacantha (Barretto, 1947)
  - Brumptomyia mesai (Sherlock, 1962)
  - Brumptomyia pintoi (Costa Lima, 1932)
  - Brumptomyia travassosi (Mangabeira, 1942)

- Genre Lutzomyia
  - Lutzomyia aclydifera (Fairchild & Hertig)
  - Lutzomyia anduzei (Rozeboom, 1942)
  - Lutzomyia brasiliensis (Costa Lima, 1932)
  - Lutzomyia bursiformis (Floch & Abonnent, 1944)
  - Lutzomyia longipalpis (Lutz & Neiva, 1912) principal vecteur de leishmaniose viscérale en Amérique du sud.
  - Lutzomyia antunesi (Coutinho, 1939)
  - Lutzomyia aragaoi (Costa Lima, 1932).
  - Lutzomyia ayrozai
  - Lutzomyia barrettoi (Mangabeira, 1942).
  - Lutzomyia bifoliata
  - Lutzomyia camposi
  - Lutzomyia carrerai thula
  - Lutzomyia columbiana
  - Lutzomyia dendrophyla
  - Lutzomyia dubitans
  - Lutzomyia dysponeta
  - Lutzomyia emberai Bejarano, Duque, Vélez 2004
  - Lutzomyia evansi
  - Lutzomyia fairtigi
  - Lutzomyia gomezi
  - Lutzomyia hartmanni
  - Lutzomyia howardi
  - Lutzomyia intermedia
  - Lutzomyia lichyi
  - Lutzomyia manciola Ibanez-Bernal, 2001
  - Lutzomyia migonei
  - Lutzomyia olmeca bicolor
  - Lutzomyia panamensis
  - Lutzomyia pia
  - Lutzomyia (Trichophoromyia) pabloi Barreto M, Burbano ME, Young DG. 2002
  - Lutzomyia saulensis
  - Lutzomyia scorzai
  - Lutzomyia serrana (Damasceno & Arouck)
  - Lutzomyia shannoni
  - Lutzomyia sordellii
  - Lutzomyia townsendi
  - Lutzomyia trapidoi
  - Lutzomyia trinidadensis
  - Lutzomyia verrucarum (Townsend, 1913) vecteur de Bartonellose
  - Lutzomyia vespertilionis
  - Lutzomyia walkeri (Newstead, 1914)
  - Lutzomyia whitmani
  - Lutzomyia youngi
  - Lutzomyia yuilli

- Genre Phlebotomus (espèces de la région afrotropicale)

Phlebotomus (Anaphlebotomus) vaomalalae, mâle holotype

Phlebotomus (Anaphlebotomus) vaomalalae, femelle allotype

- - Phlebotomus (Adlerius) arabicus Theodor, 1953
  - Phlebotomus (Anaphlebotomus) berentiensis (Léger et Rodhain, 1978)
  - Phlebotomus (Anaphlebotomus) fertei Depaquit, Léger & Robert 2002
  - Phlebotomus (Anaphlebotomus) fontenillei (Depaquit, Léger et Robert, 2004)
  - Phlebotomus (Anaphlebotomus) huberti Depaquit, Léger & Robert 2002
  - Phlebotomus (Anaphlebotomus) rodhaini Parrot, 1930
  - Phlebotomus (Anaphlebotomus) rousettus Davidson, 1981
  - Phlebotomus (Anaphlebotomus) vaomalalae Randrianambinintsoa, Léger & Depaquit, 2013[2]
  - Phlebotomus (Larroussius) aculeatus Lewis, Minter & Ashford, 1974
  - Phlebotomus (Larroussius) ashfordi Gebre-Michael & Lane, 1996
  - Phlebotomus (Larroussius) elgonensis Ngoka, Madel & Mutinga, 1975
  - Phlebotomus (Larroussius) fantalensis Lewis, Minter & Ashford, 1974
  - Phlebotomus (Larroussius) gibiensis Lewis, Minter & Ashford, 1974
  - Phlebotomus (Larroussius) guggisbergi Kirk & Lewis, 1952
  - Phlebotomus (Larroussius) longipes Parrot & Martin, 1939
  - Phlebotomus (Larroussius) orientalis Parrot, 1936
  - Phlebotomus (Larroussius) pedifer Lewis, Mutinga & Ashford, 1972
  - Phlebotomus (Larroussius) perfiliewi Parrot, 1939[3]
  - Phlebotomus (Larroussius) somaliensis Abonnenc, Adam & Bailly-Choumara, 1959
  - Phlebotomus (Paraphlebotomus) alexandri Sinton, 1928
  - Phlebotomus (Paraphlebotomus) mireillae Killick-Kendrick, 1997
  - Phlebotomus (Paraphlebotomus) saevus Parrot & Martin, 1939
  - Phlebotomus (Paraphlebotomus) sergenti Parrot, 1917
  - Phlebotomus (Phlebotomus) bergeroti Parrot, 1934
  - Phlebotomus (Phlebotomus) duboscqi Neveu-Lemaire, 1906
  - Phlebotomus (Phlebotomus) papatasi (Scopoli, 1786)
  - Phlebotomus (Spelaeophlebotomus) gigas Parrot & Schwetz, 1937
  - Phlebotomus (Spelaeophlebotomus) minteri Lewis, 1982
  - Phlebotomus (Synphlebotomus) celiae Minter, 1962
  - Phlebotomus (Synphlebotomus) grovei Downes, 1971
  - Phlebotomus (Synphlebotomus) katangensis Bequaert & Walravens, 1930
  - Phlebotomus (Synphlebotomus) martini Parrot, 1936
  - Phlebotomus (Synphlebotomus) rossi De Meillon & Lavoipierre, 1944
  - Phlebotomus (Synphlebotomus) taylori Davidson, 1982
  - Phlebotomus (Synphlebotomus) vansomerenae Heisch, Guggisberg & Teesdale, 1956

- Genre Sergentomyia (espèces de la région afrotropicale)

- Genre Chinius (espèces d'Asie du sud-est)
  - Chinius junlianensis Leng, 1987 (Chine)
  - Chinius eunicegalatiae Léger, 2010 (Laos)
  - Chinius barbazani Léger, Depaquit & Beales, 2006 (Thaïlande)

## Insectes vecteurs

### Leishmaniose

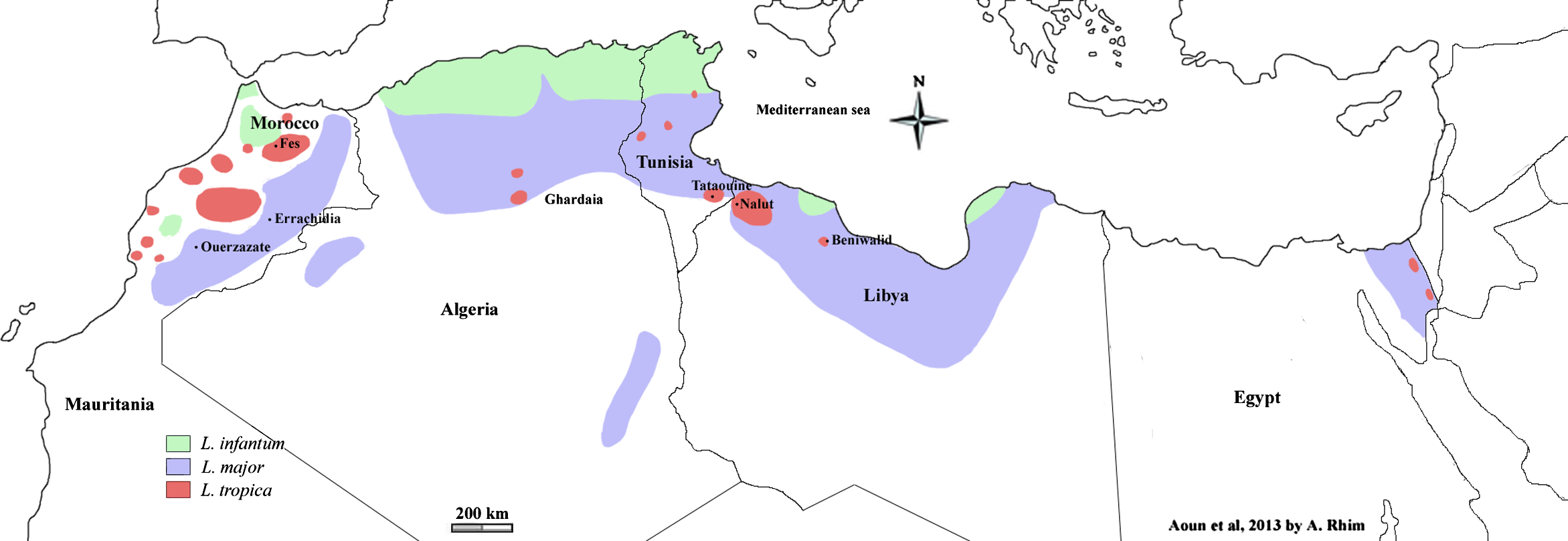
Leishmaniose cutanée, maladie transmise par des phlébotomes, en Afrique du Nord ; Leishmania infantum = vert, Leishmania major = bleu, Leishmania tropica = rouge.

Le phlébotome est un insecte vecteur. S'il est infecté, sa piqûre transmet la leishmaniose ; seulement certaines espèces sont des vecteurs prouvés de la Leishmaniose.
En Europe, le réservoir est le chien. C'est lui qui est principalement touché par la maladie. Les cas humains restent rares.
En Amérique du Sud (Guyane), le paresseux à deux doigts (unau) Choloepus didactylus (Linnaeus, 1758) est le réservoir du protozoaire Leishmania braziliensis guyanensis responsable de leishmanioses cutanées du type espundia. La transmission s'effectue par un autre phlébotome, Lutzomyia umbratilis.

### Autres maladies
- La fièvre Oroya se rencontre au Pérou. Elle est due à une bactérie, Bartonella bacilliformis.
- La fièvre pappataci (sandfly fever) est due à un virus du groupe des Bunyaviridae.

## Anecdotes
- Le phlébotome est utilisé comme une injure par le Capitaine Haddock dans la bande dessinée Tintin.

## Galerie: anatomie des Phlebotominae

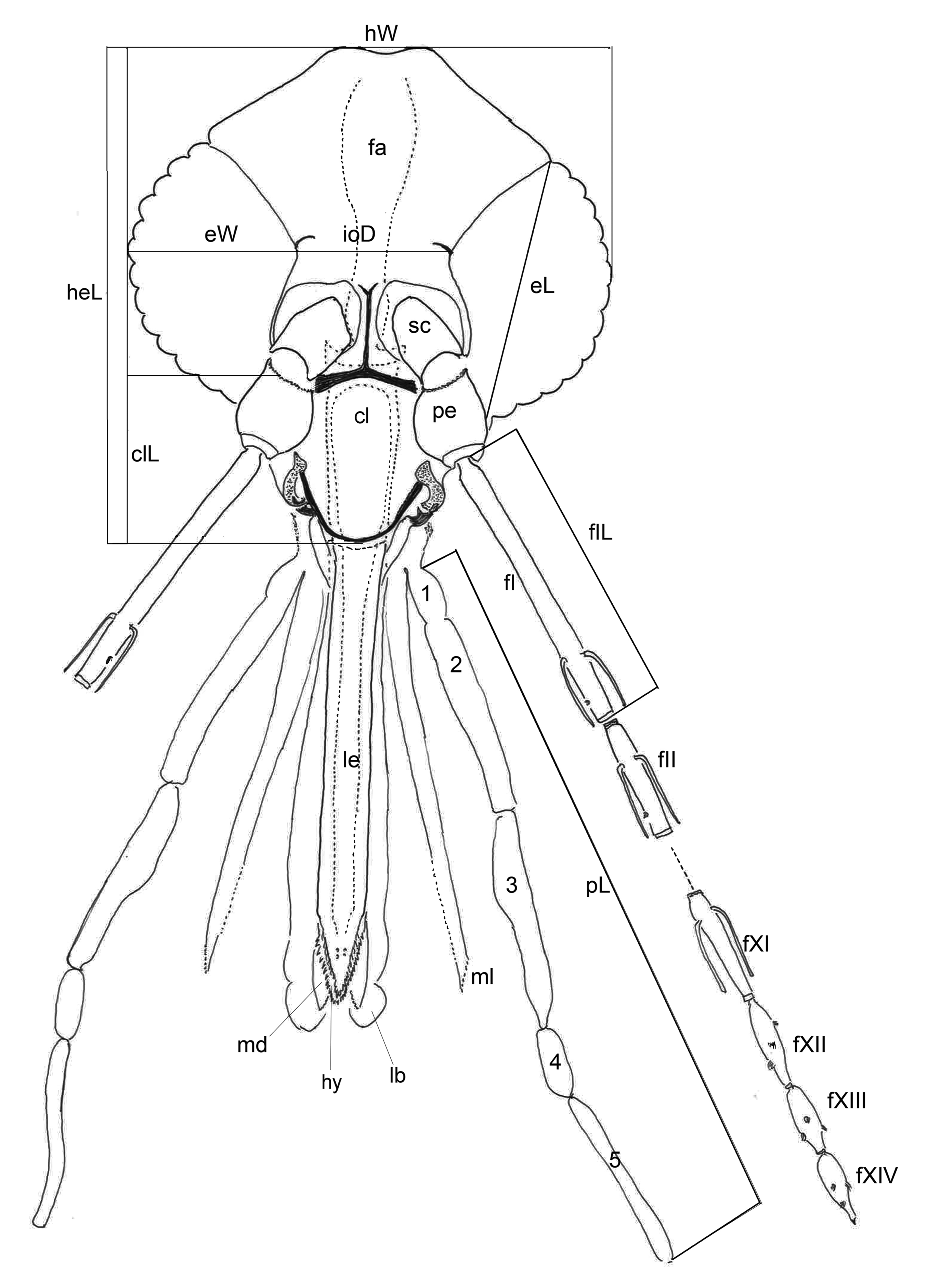
Tête
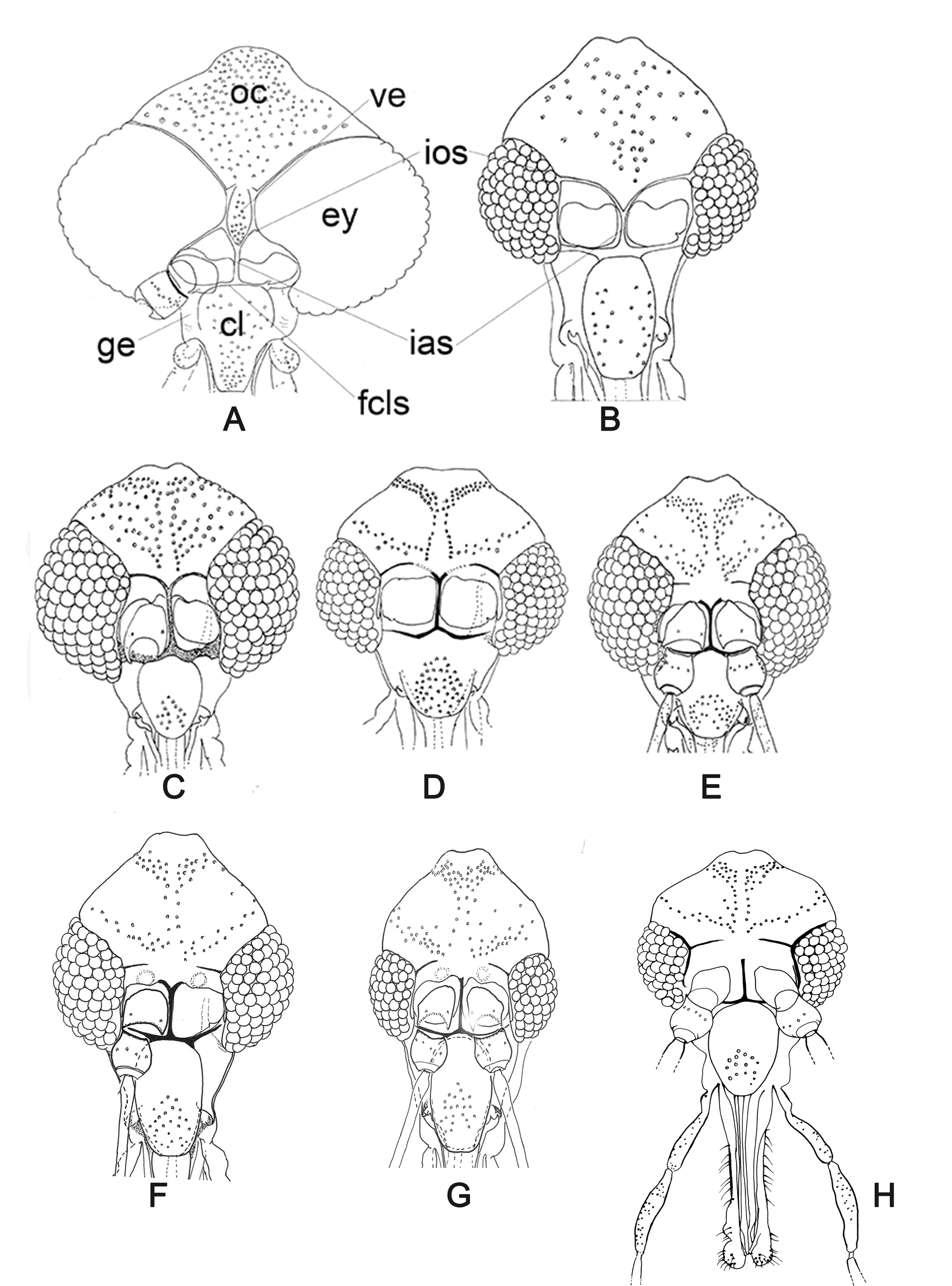
Tête
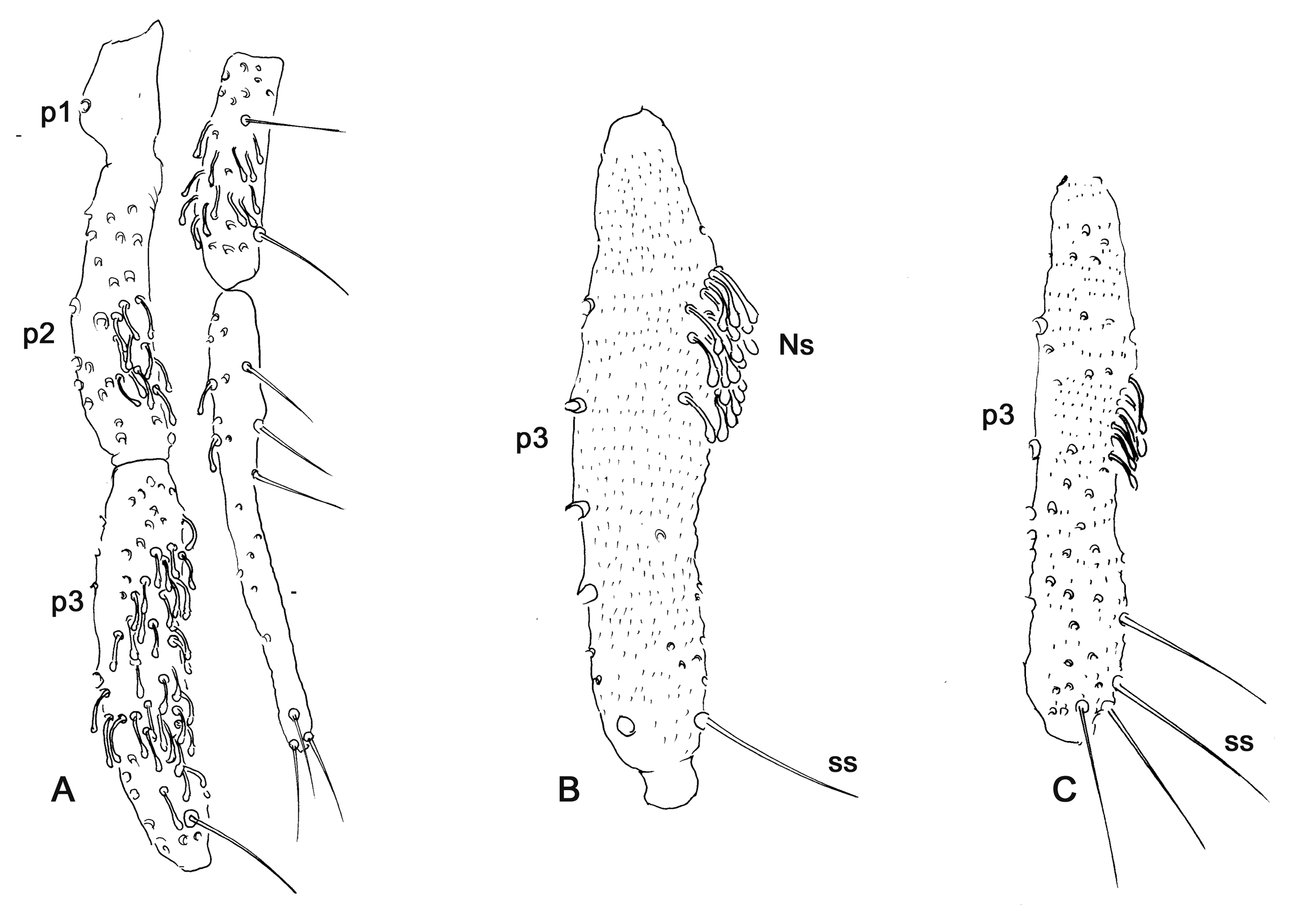
Pièces buccales
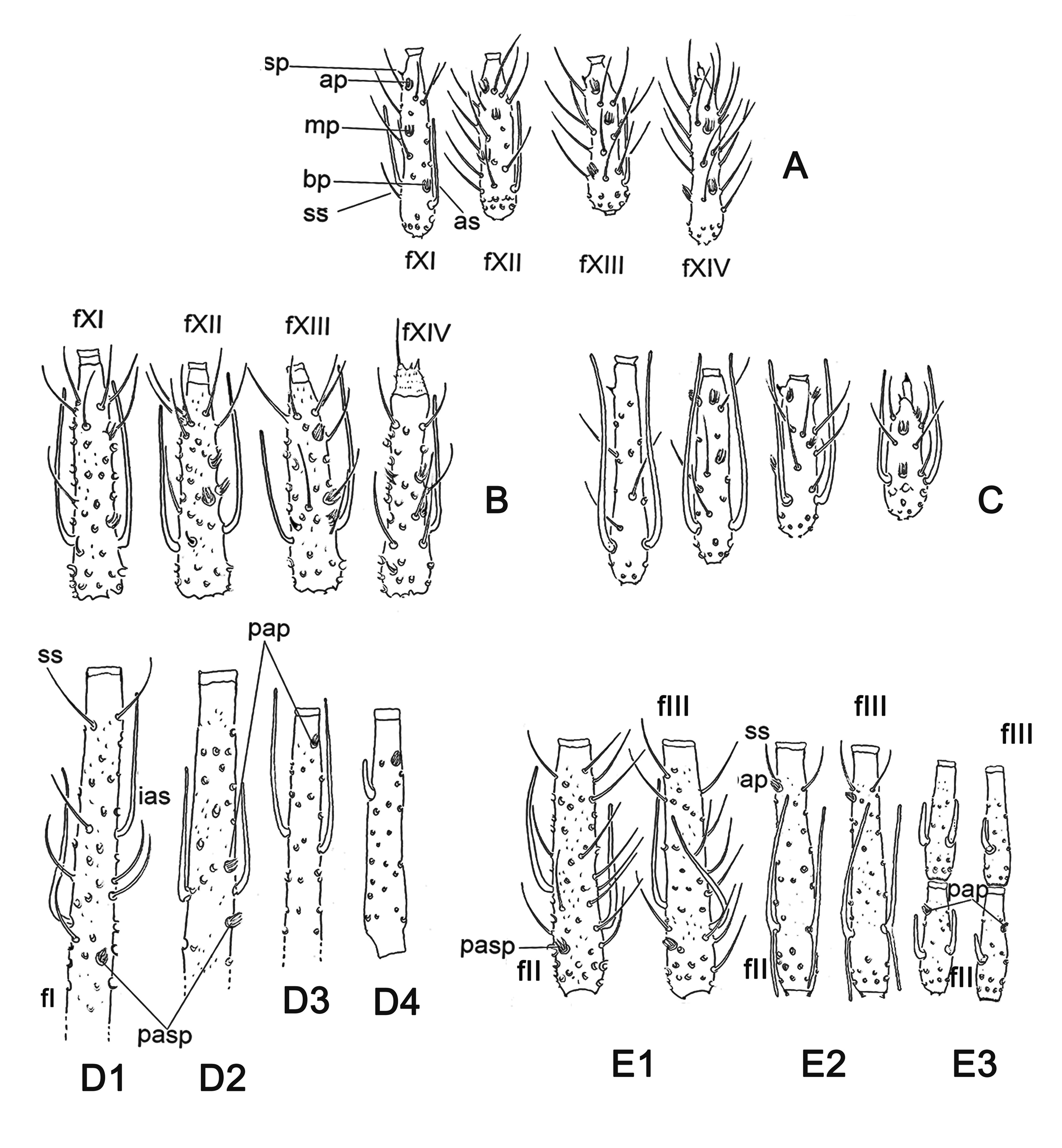
Pièces buccales
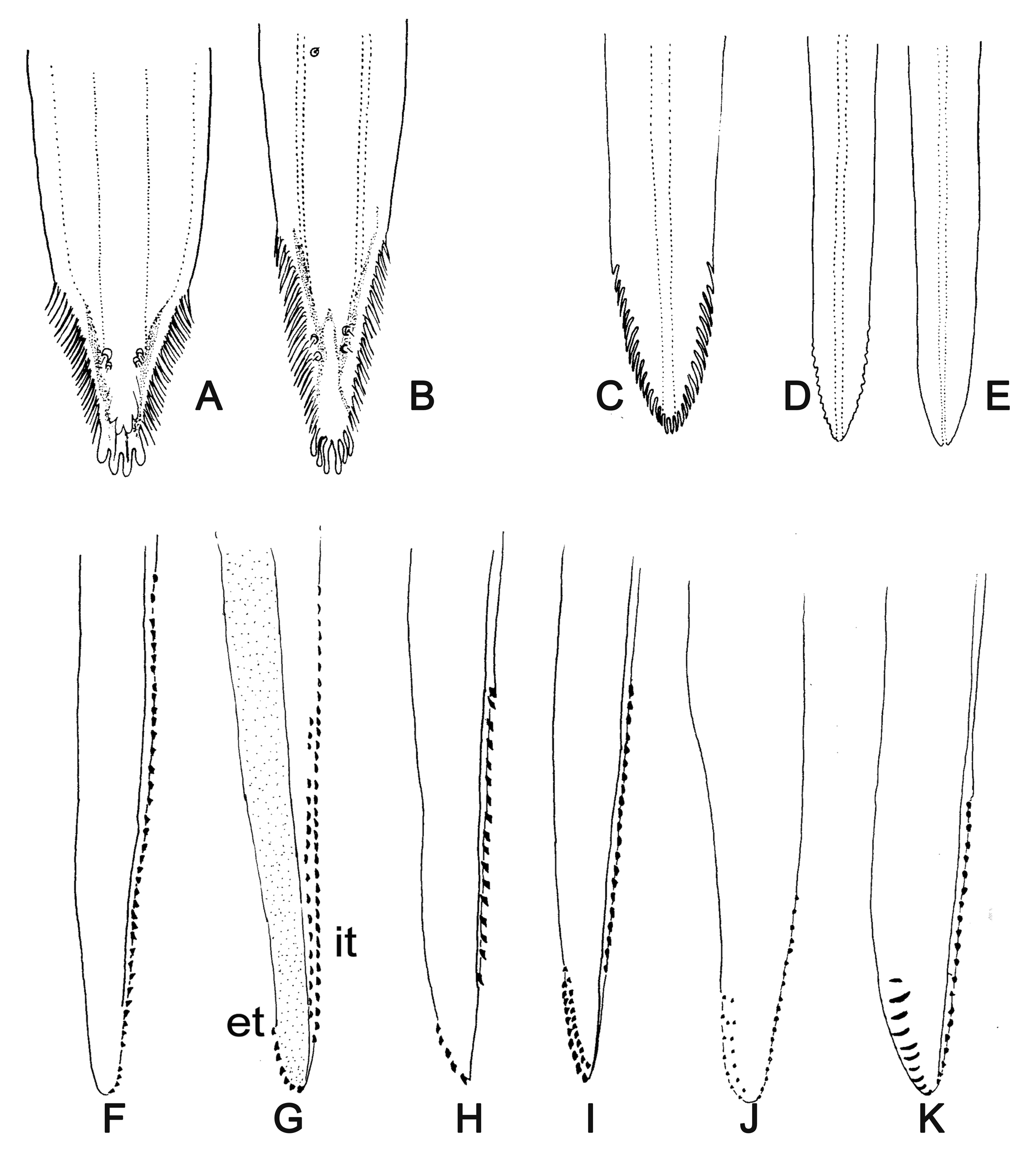
Pièces buccales
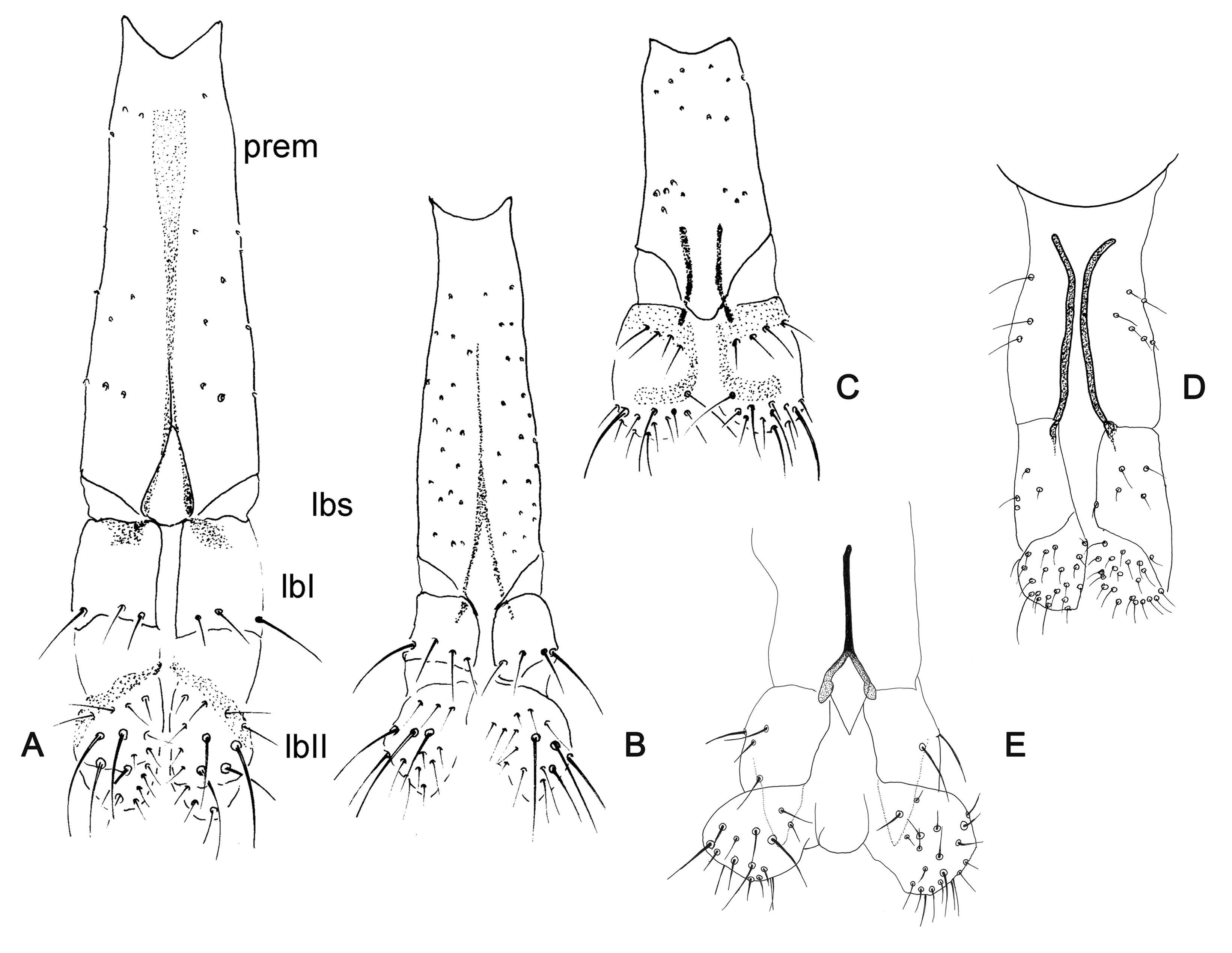
Pièces buccales
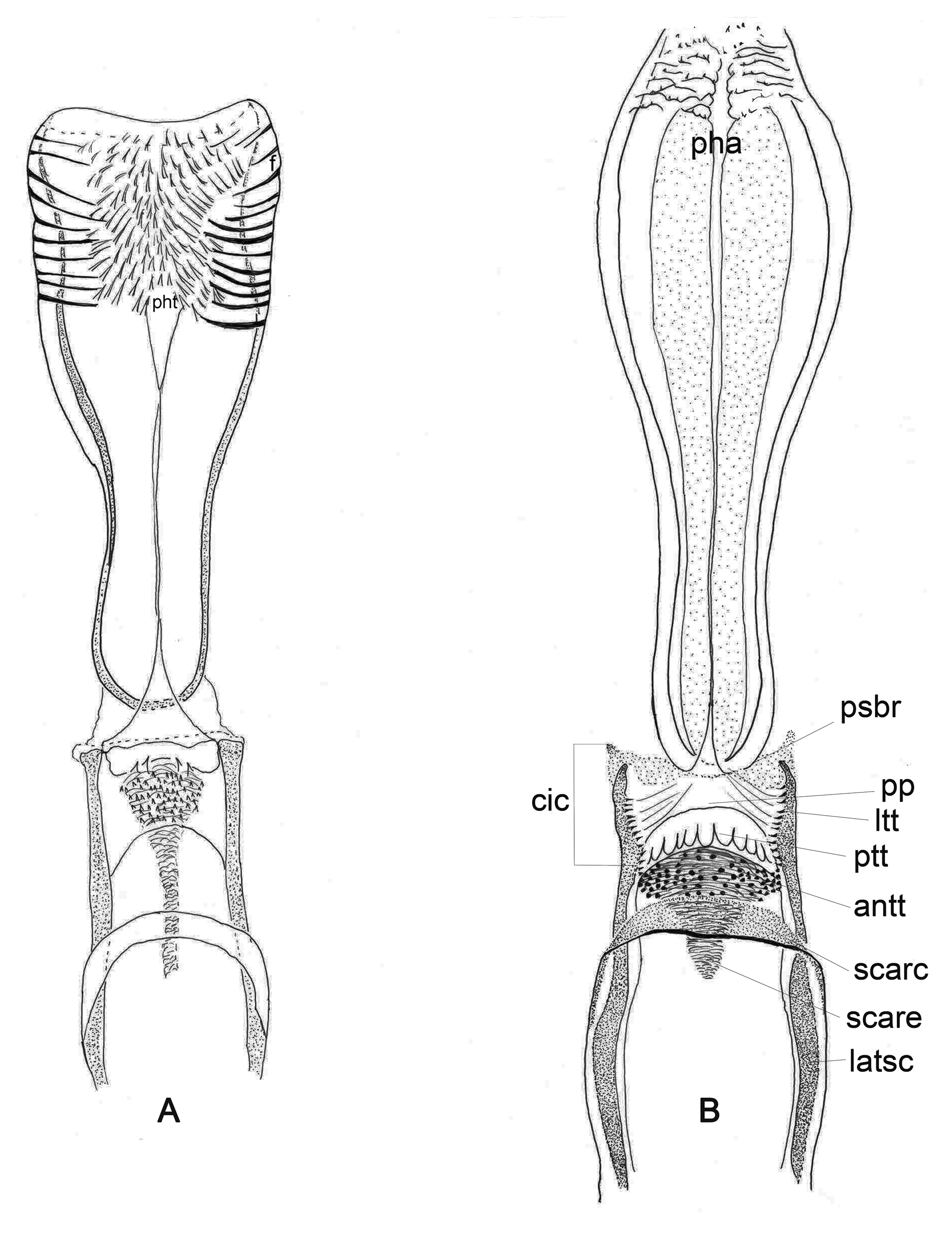
Pièces buccales
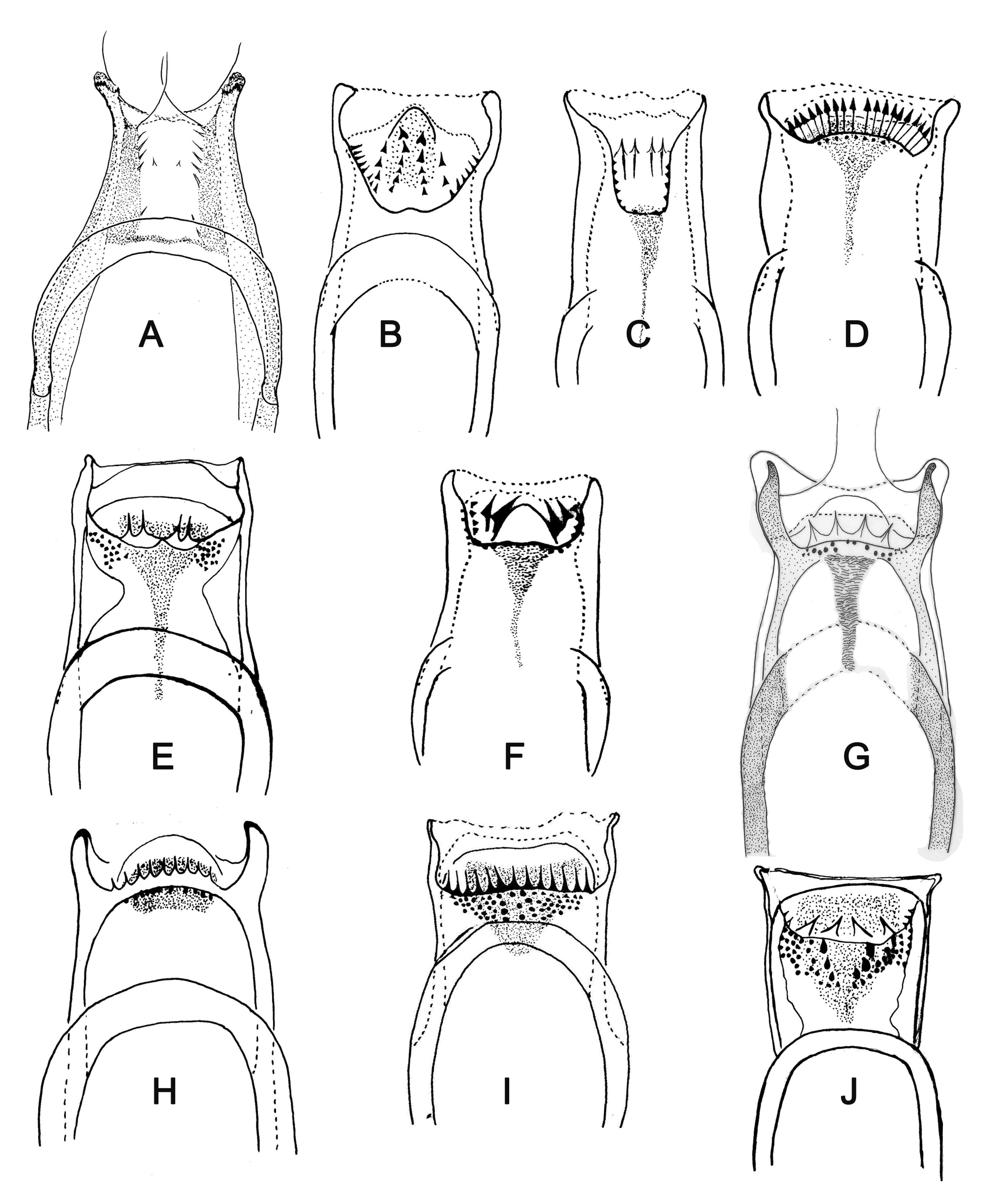
Pièces buccales
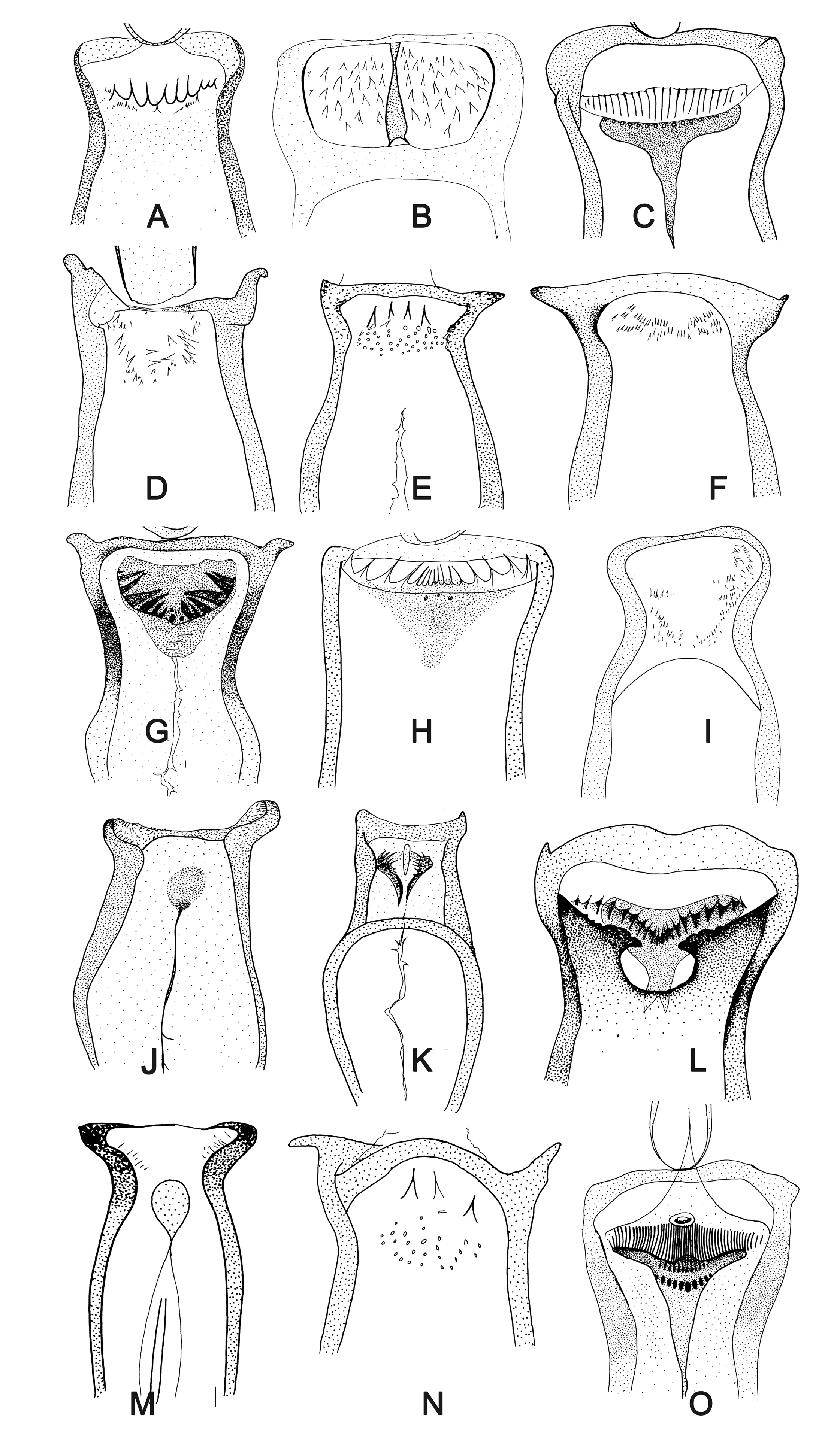
Pièces buccales
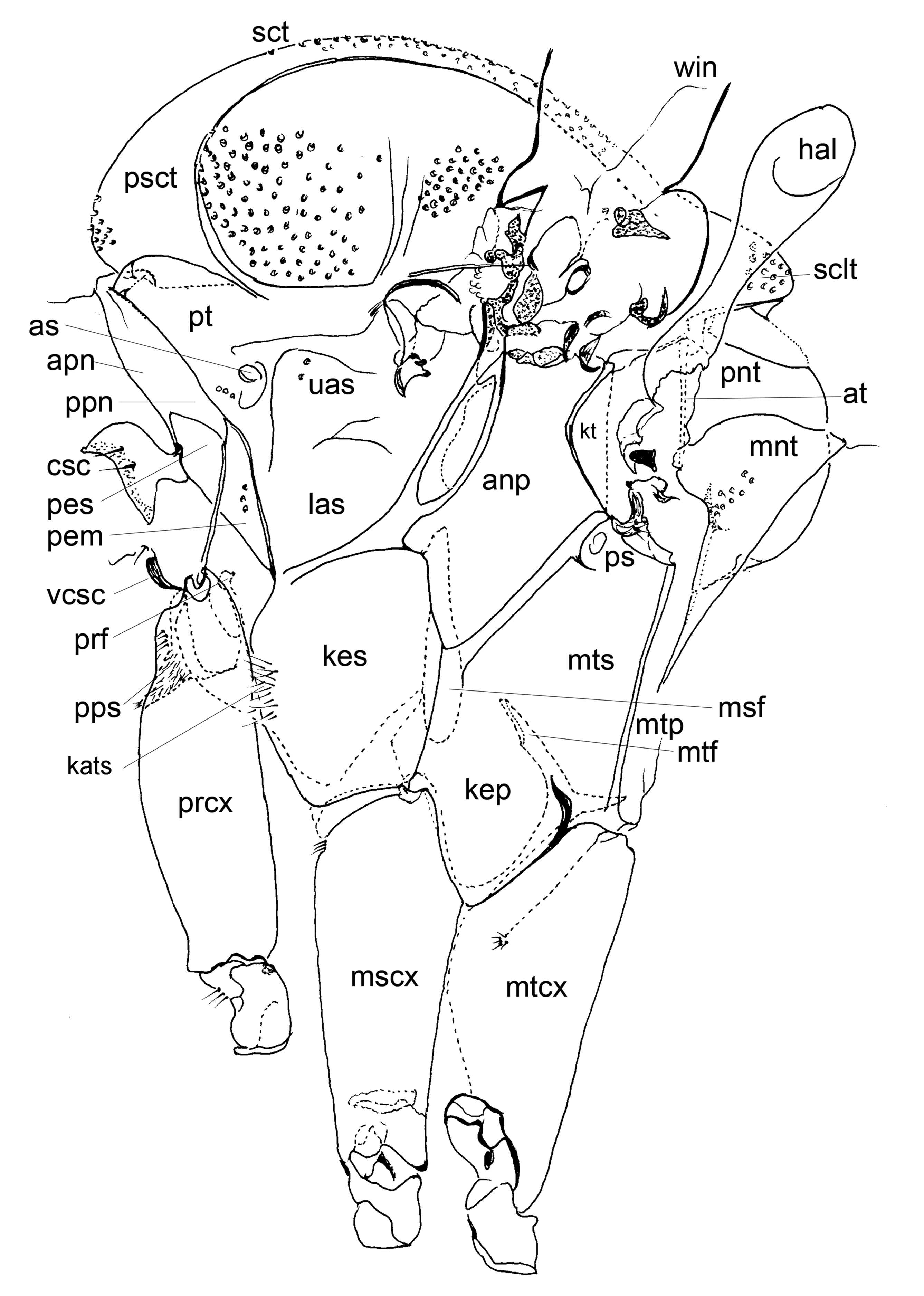
Thorax
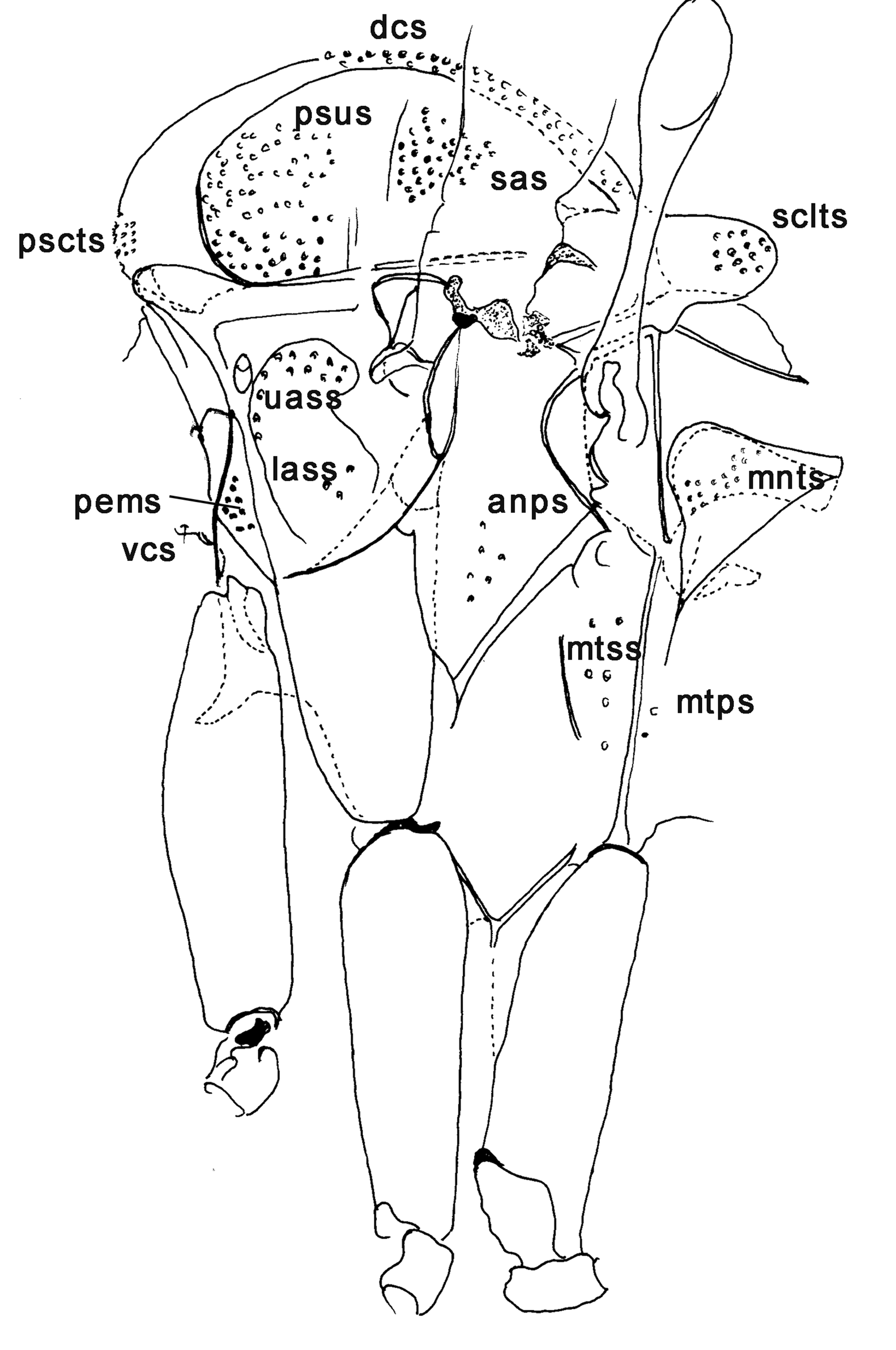
Thorax
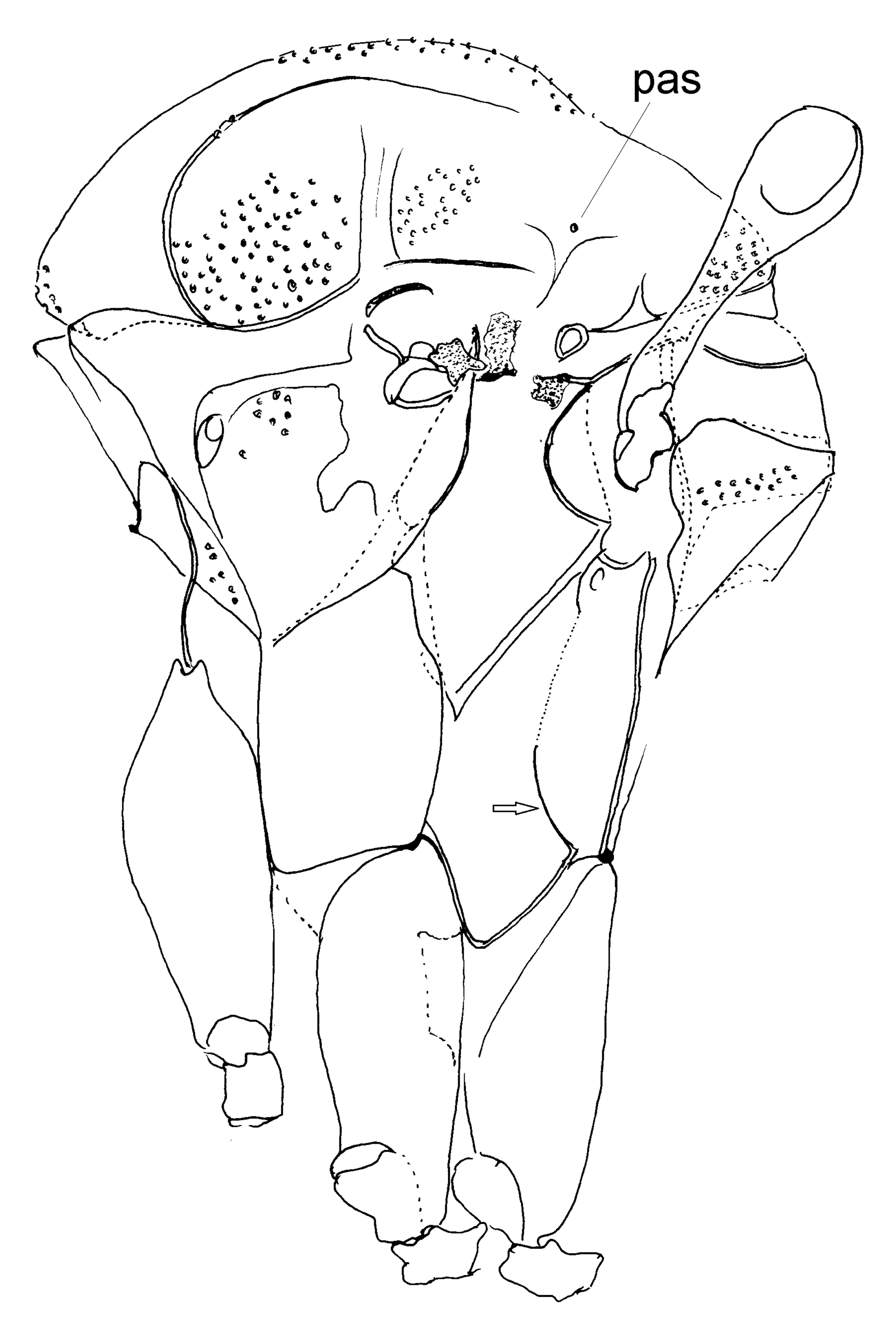
Thorax
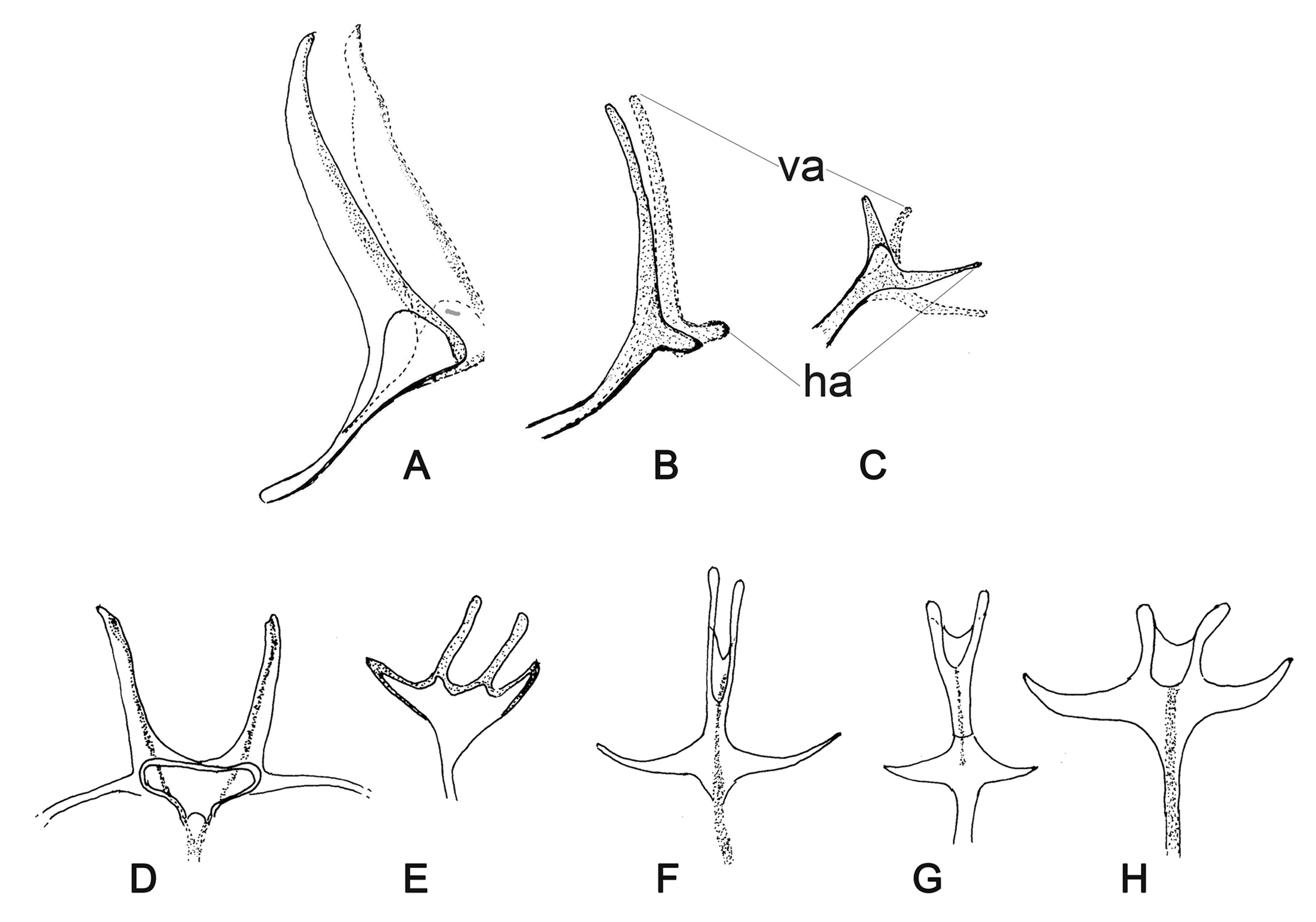
Thorax
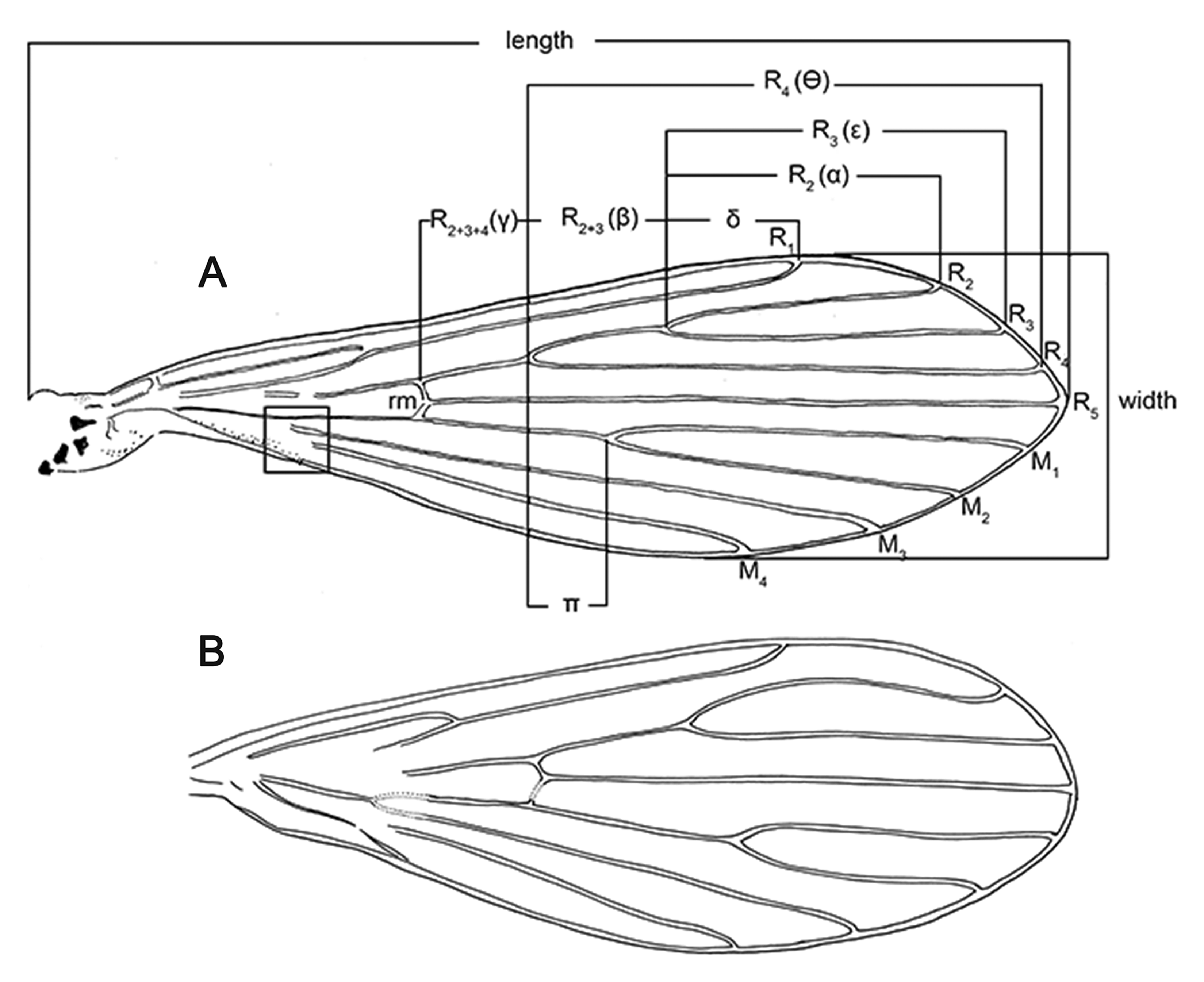
Aile
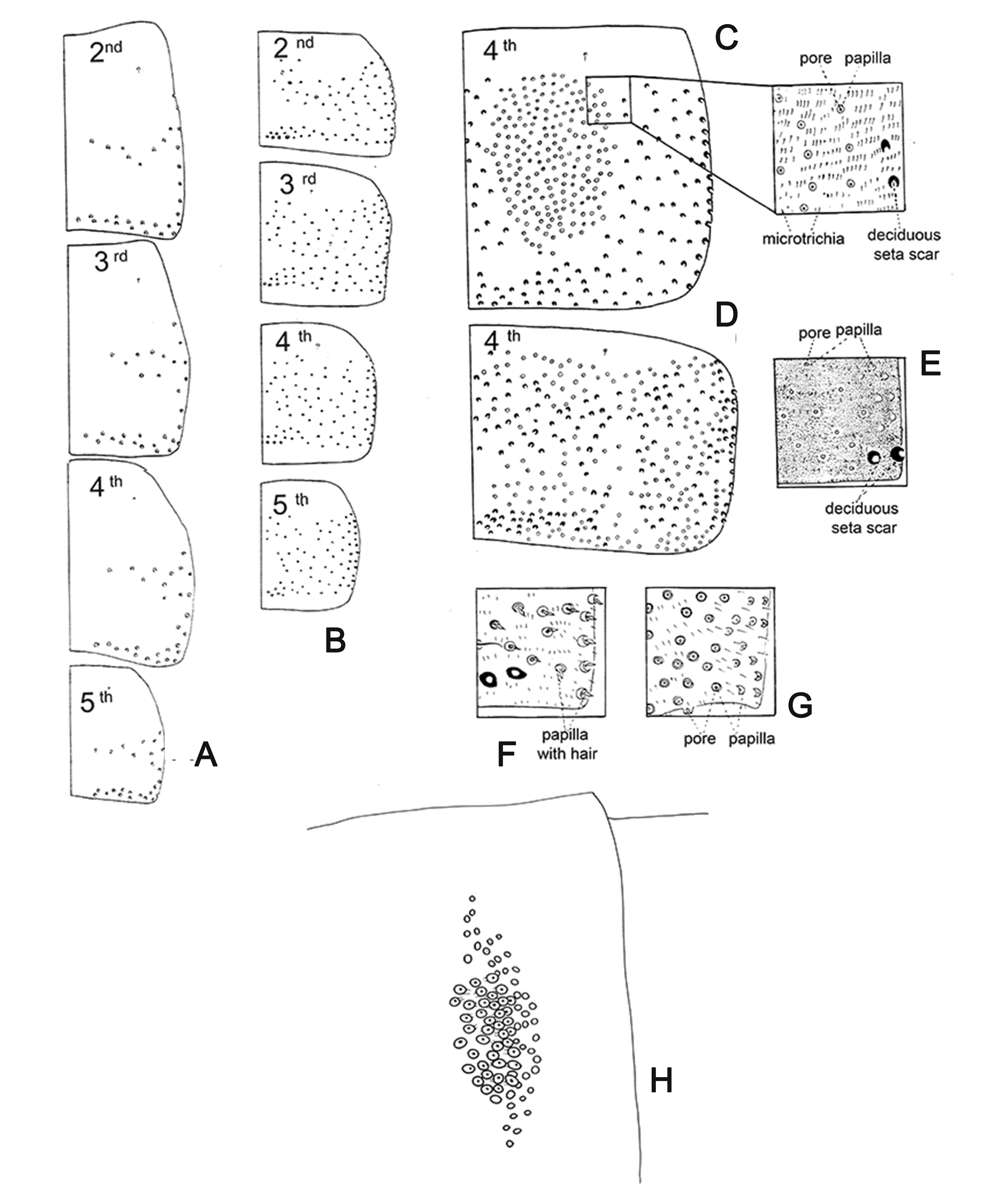
Abdomen
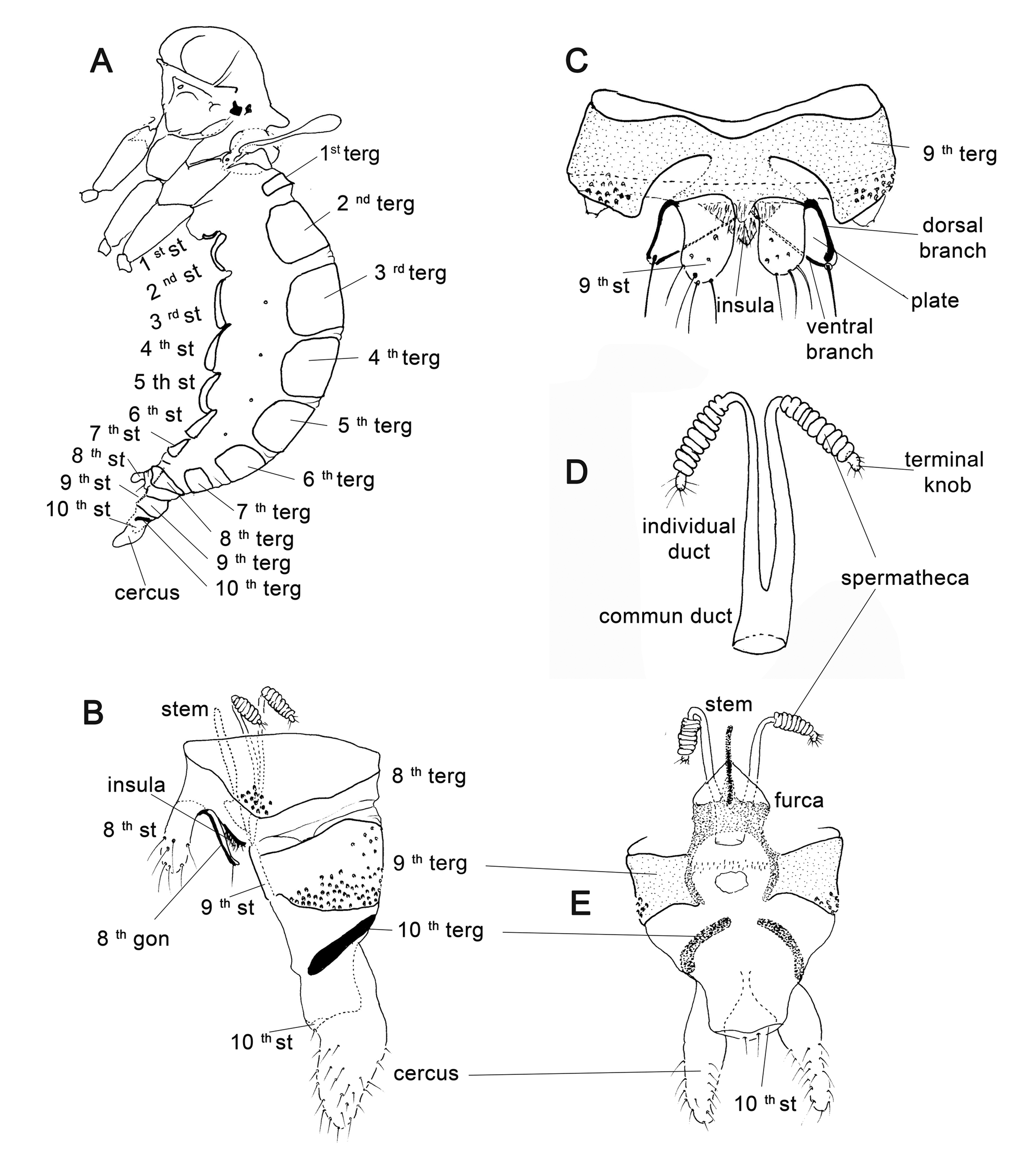
Abdomen
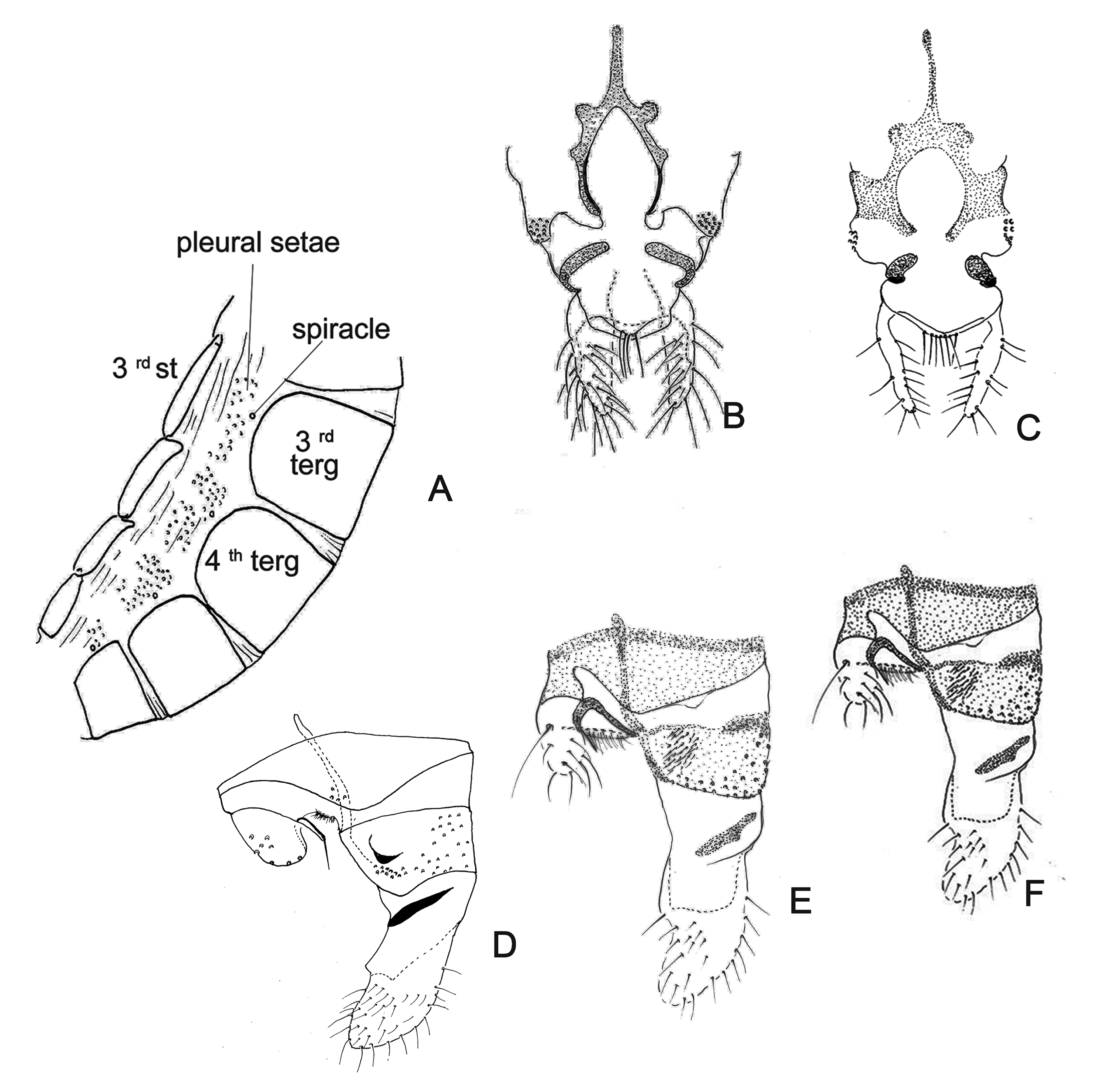
Abdomen
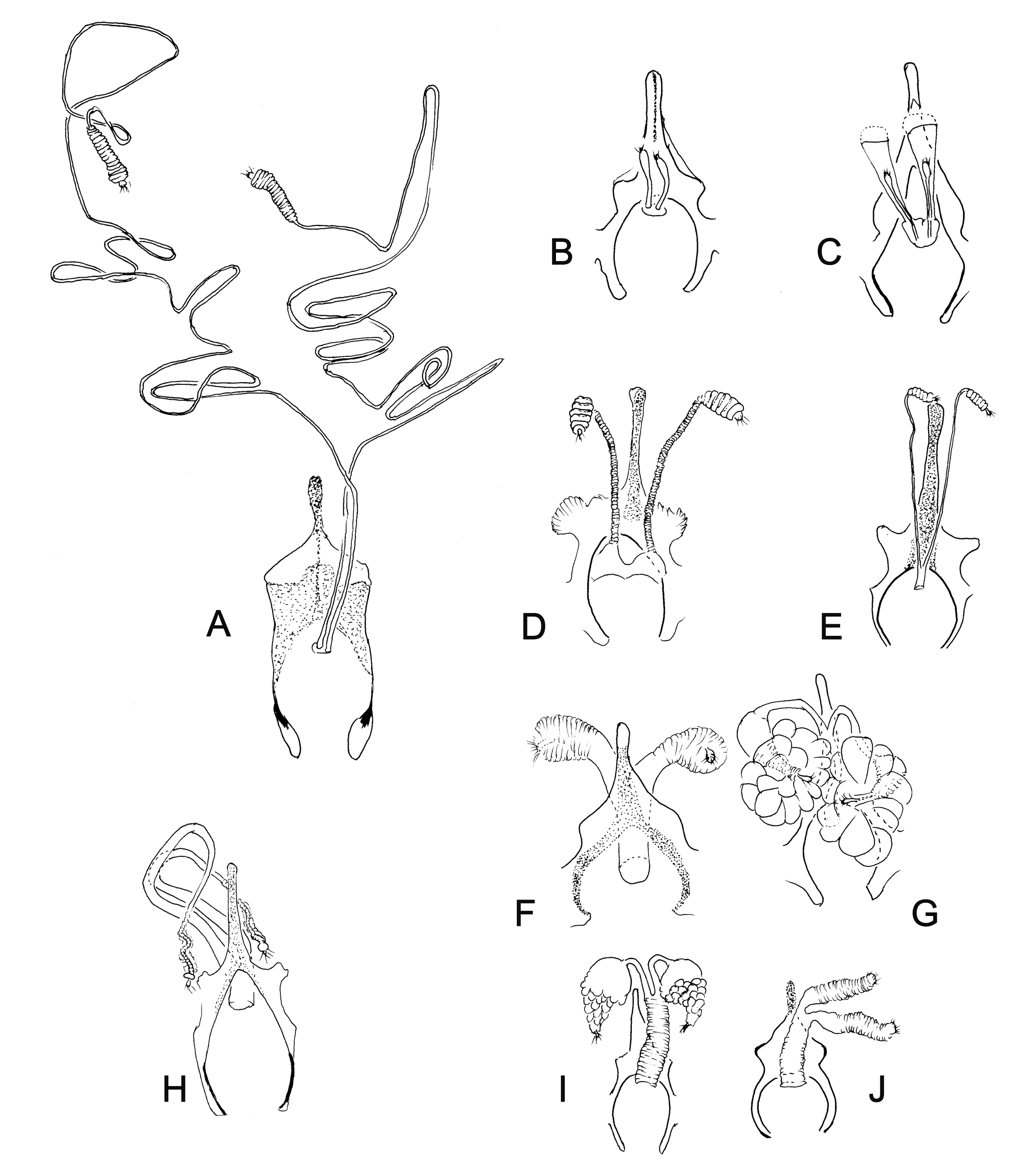
Genitalia
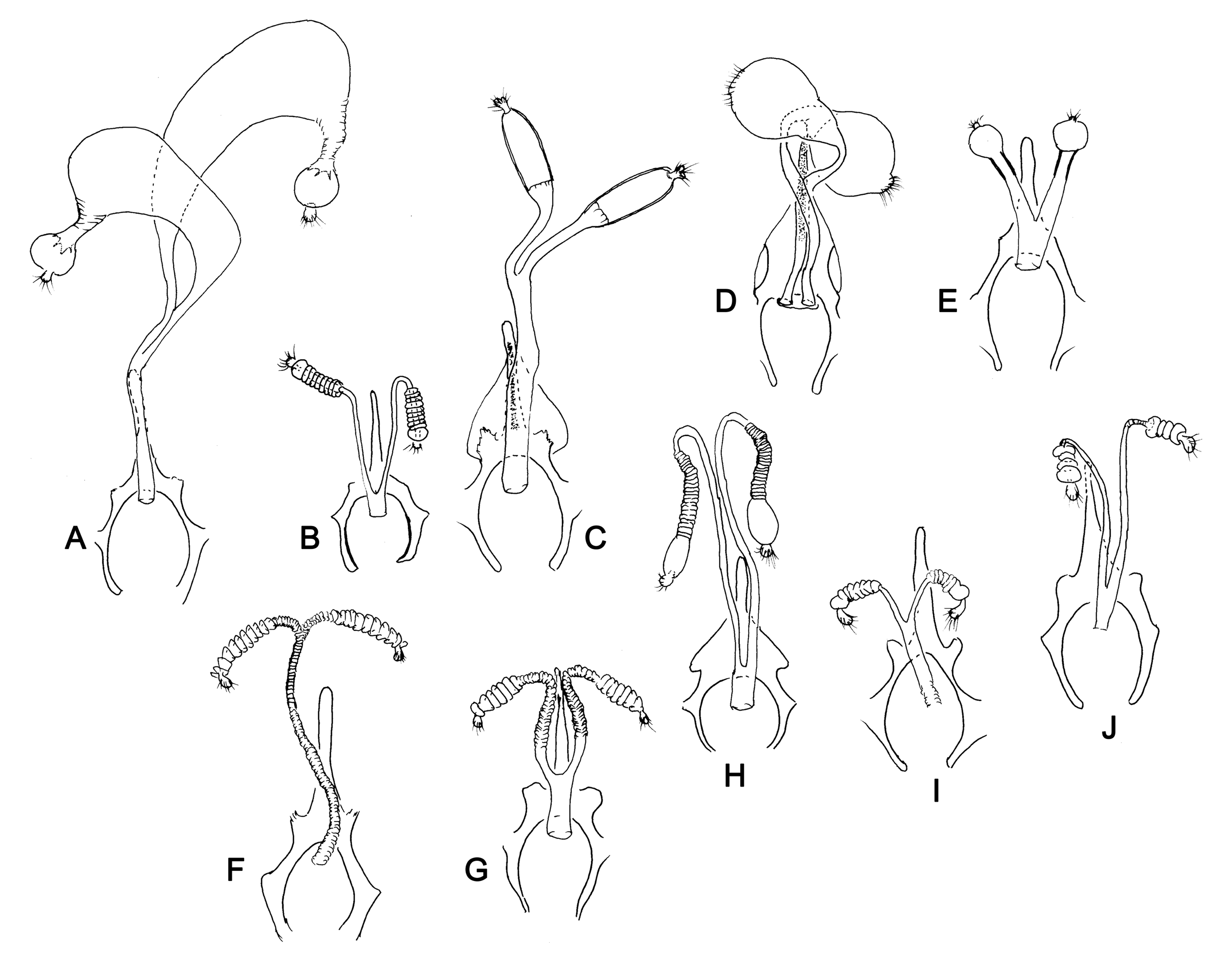
Genitalia
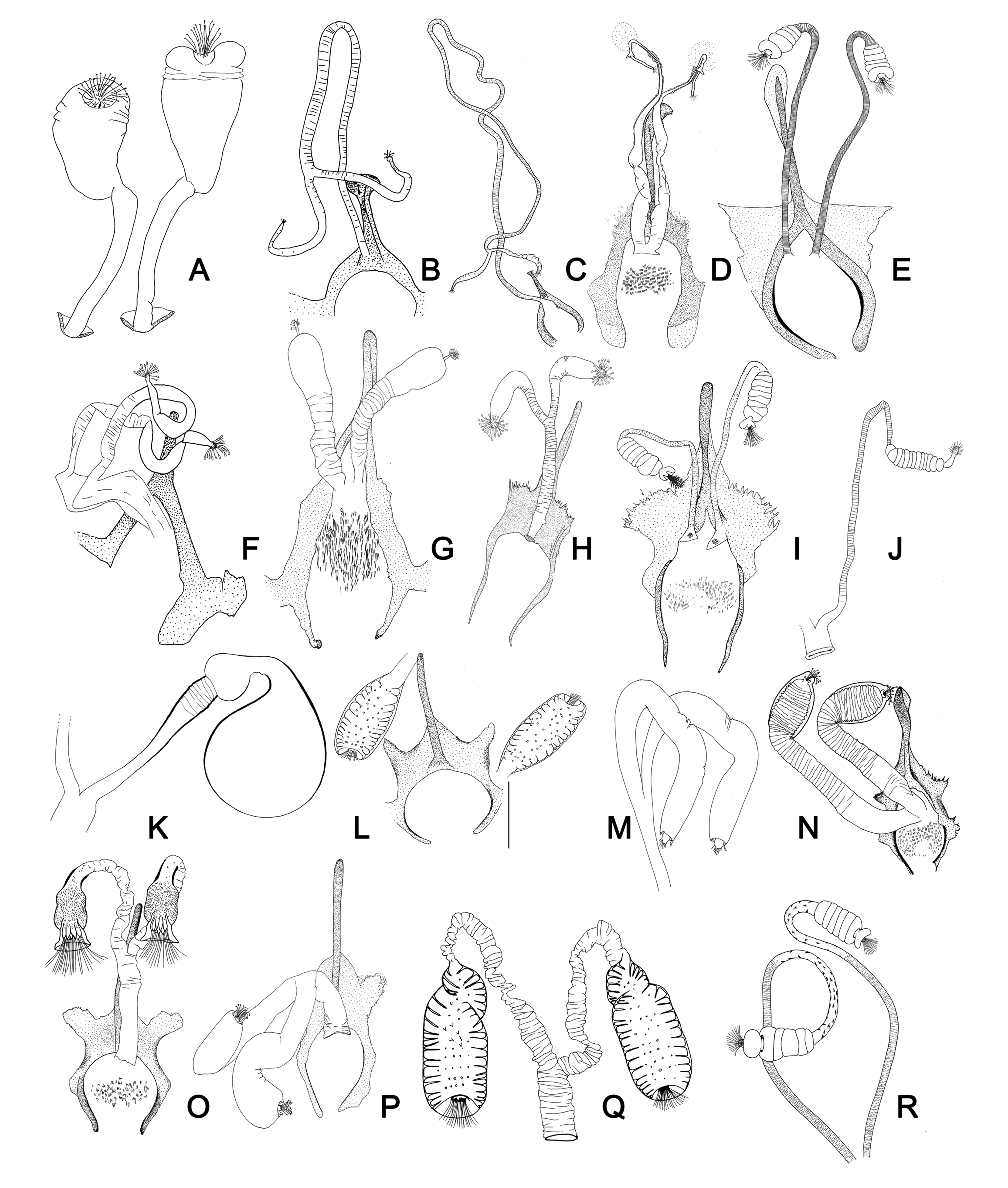
Genitalia
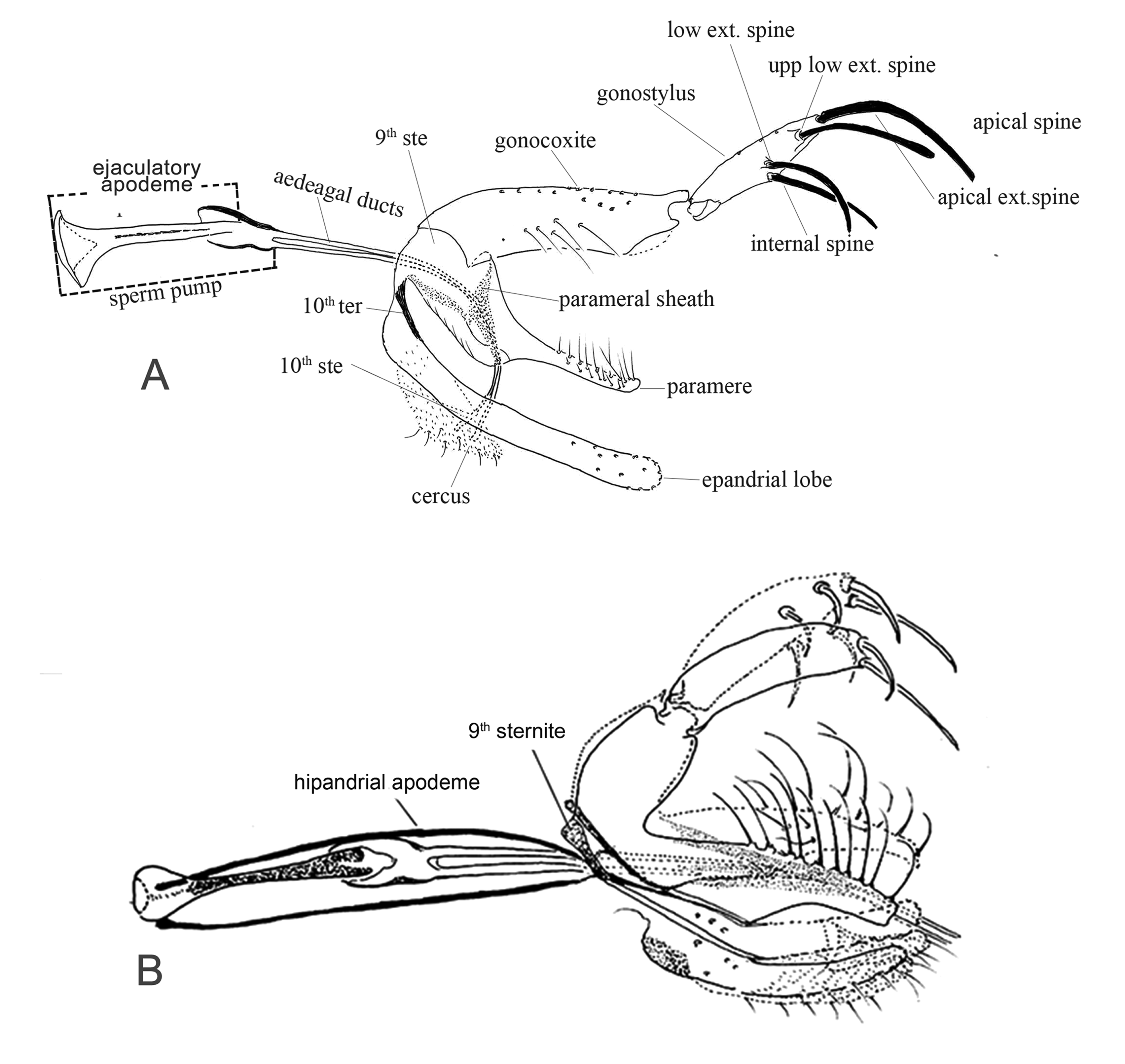
Genitalia
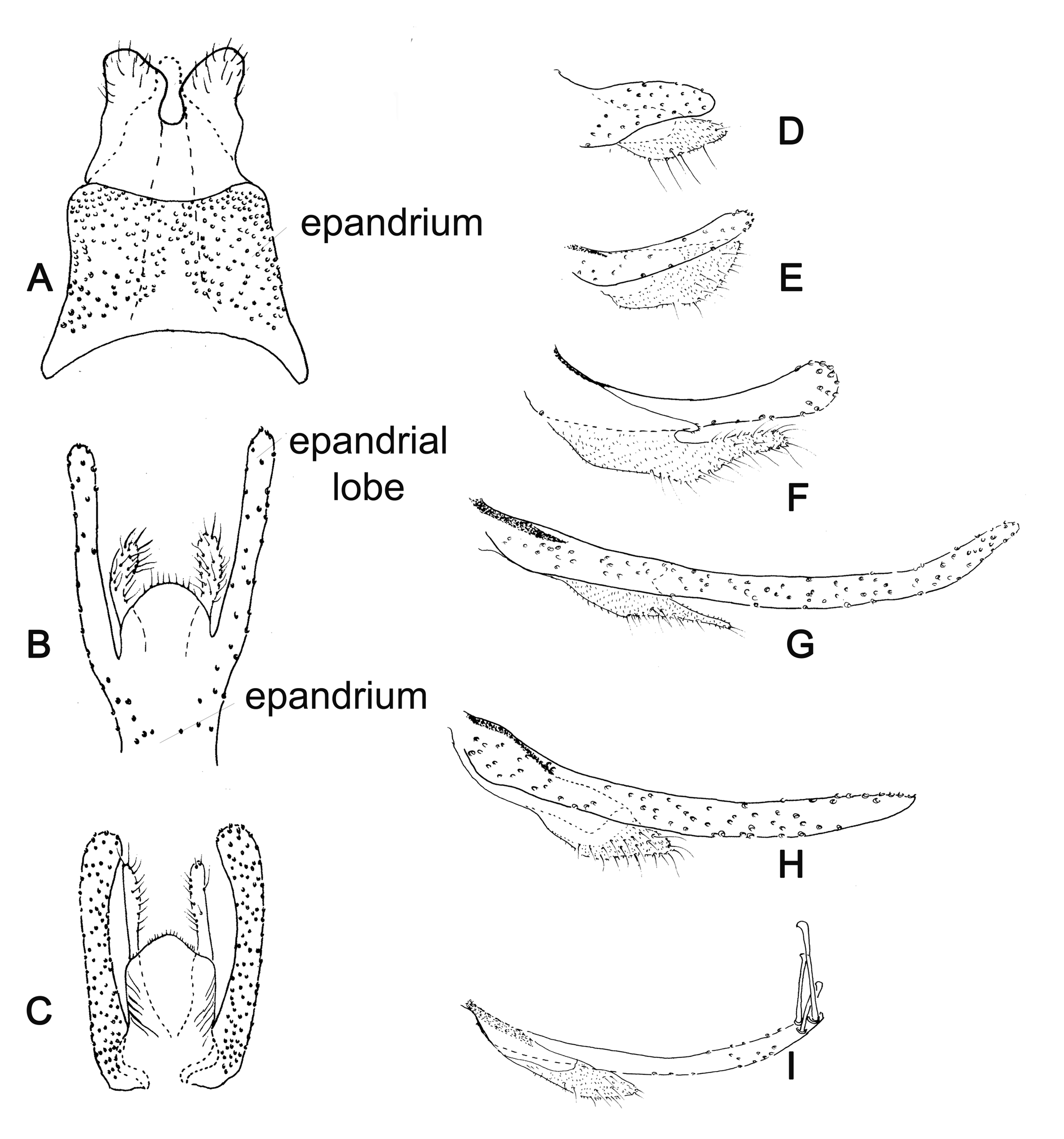
Genitalia
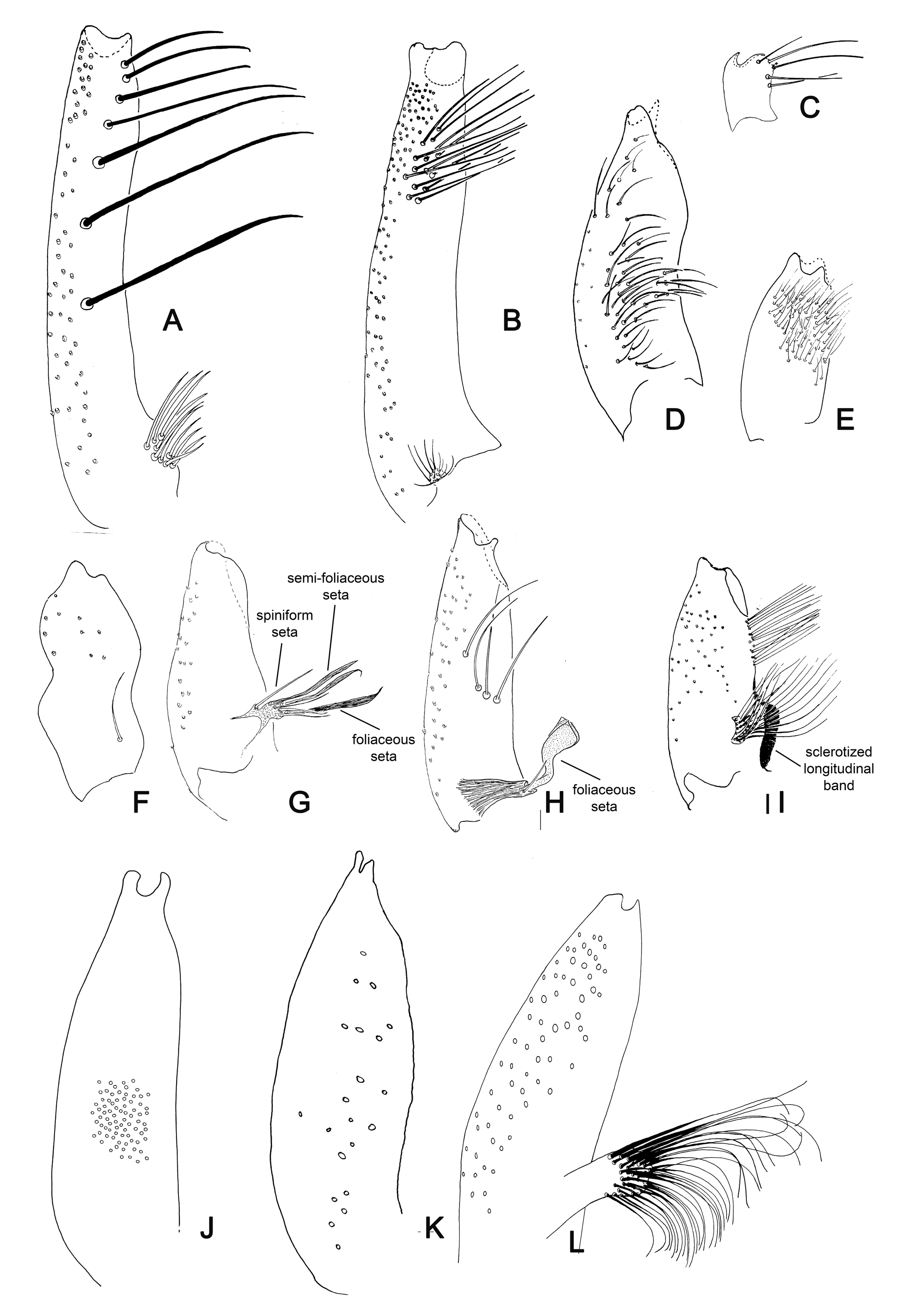
Genitalia
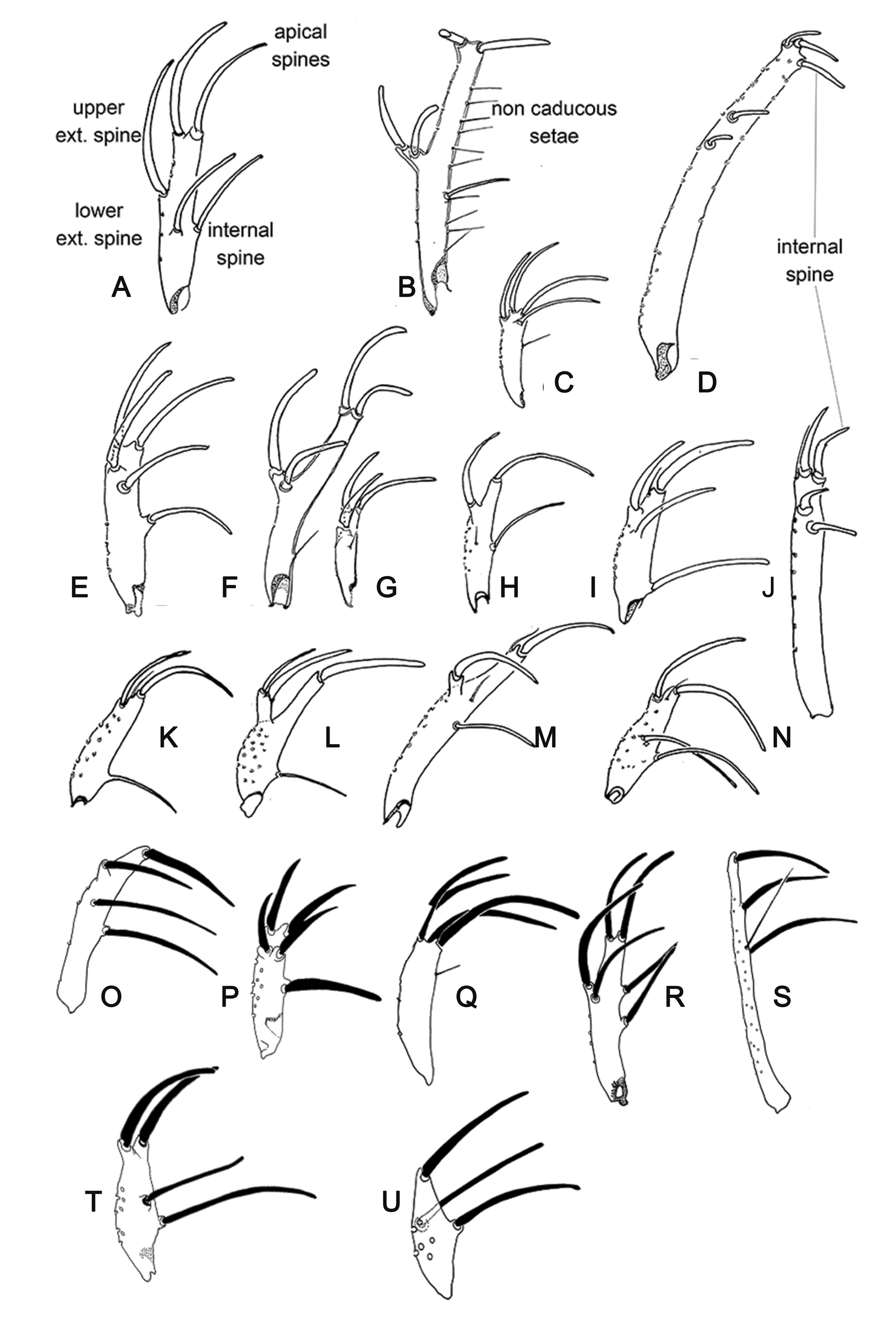
Genitalia
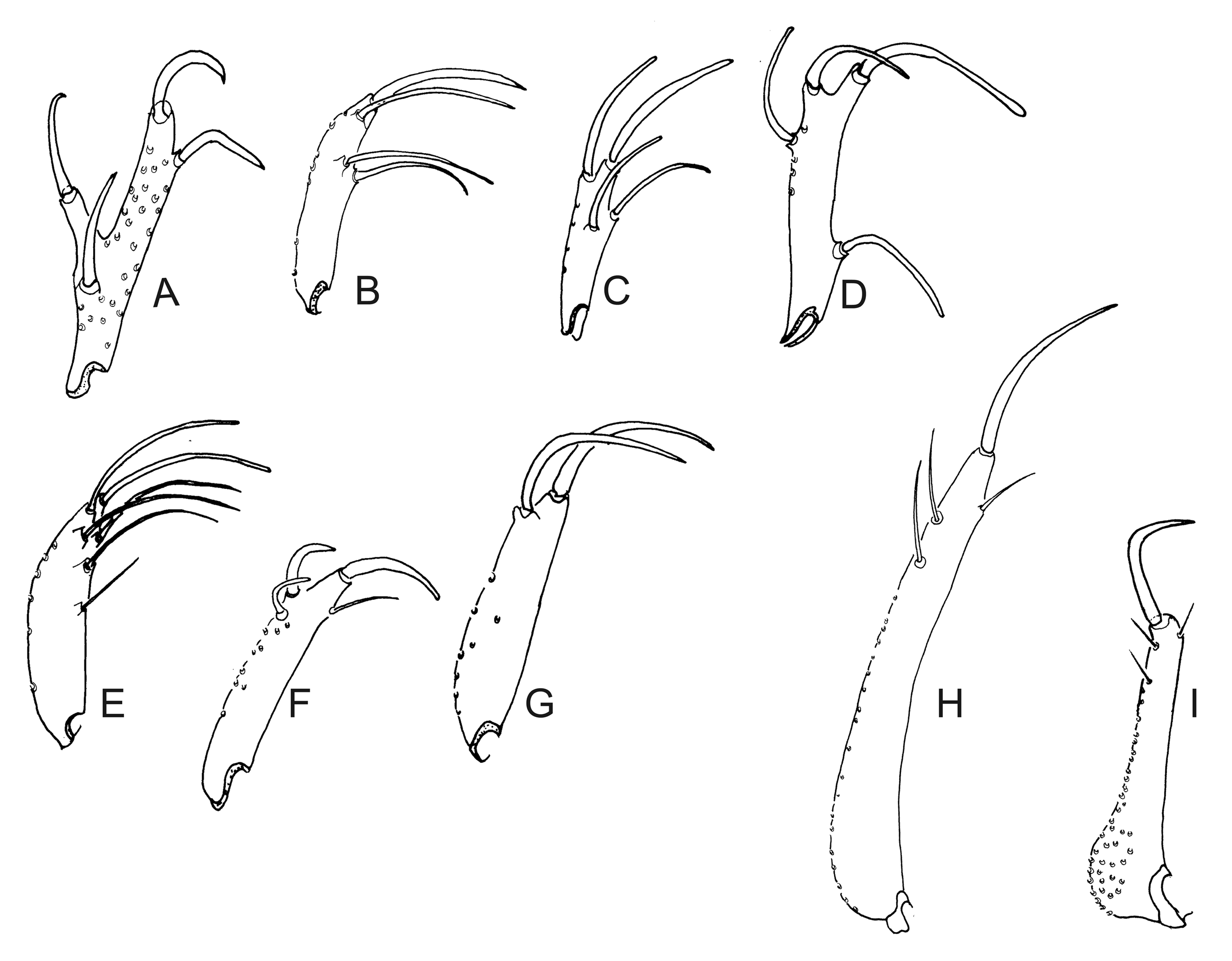
Genitalia
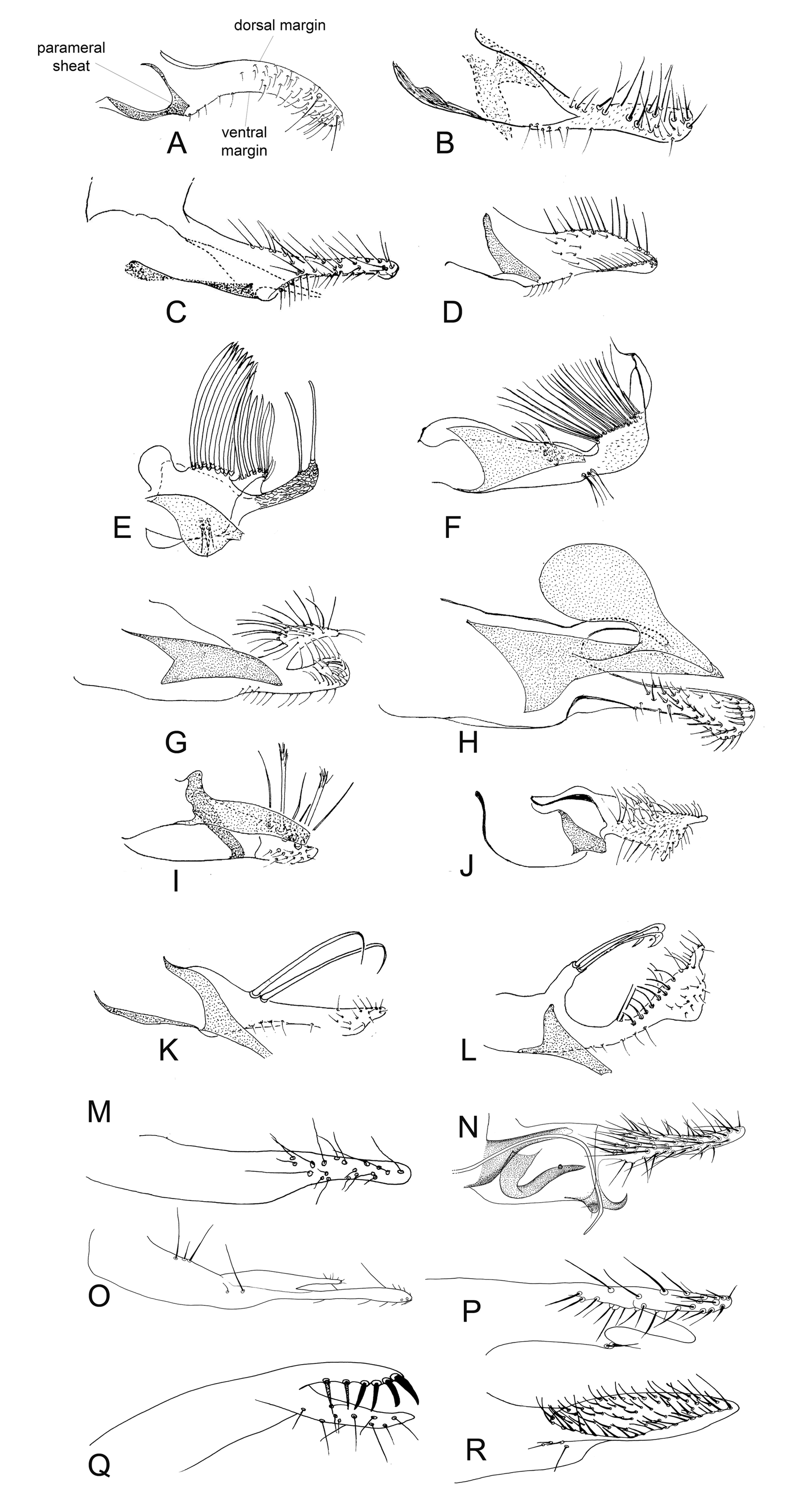
Genitalia
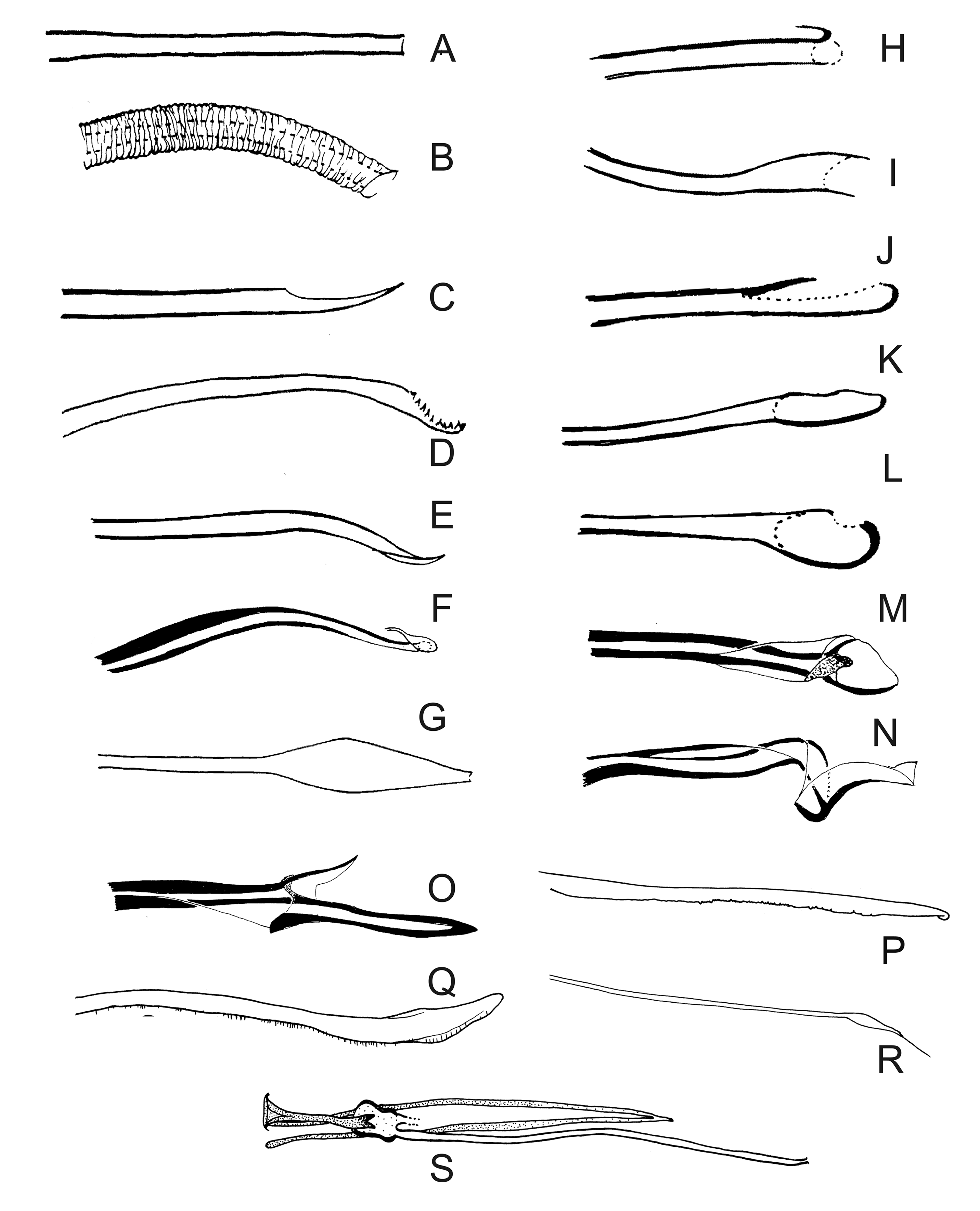
Genitalia
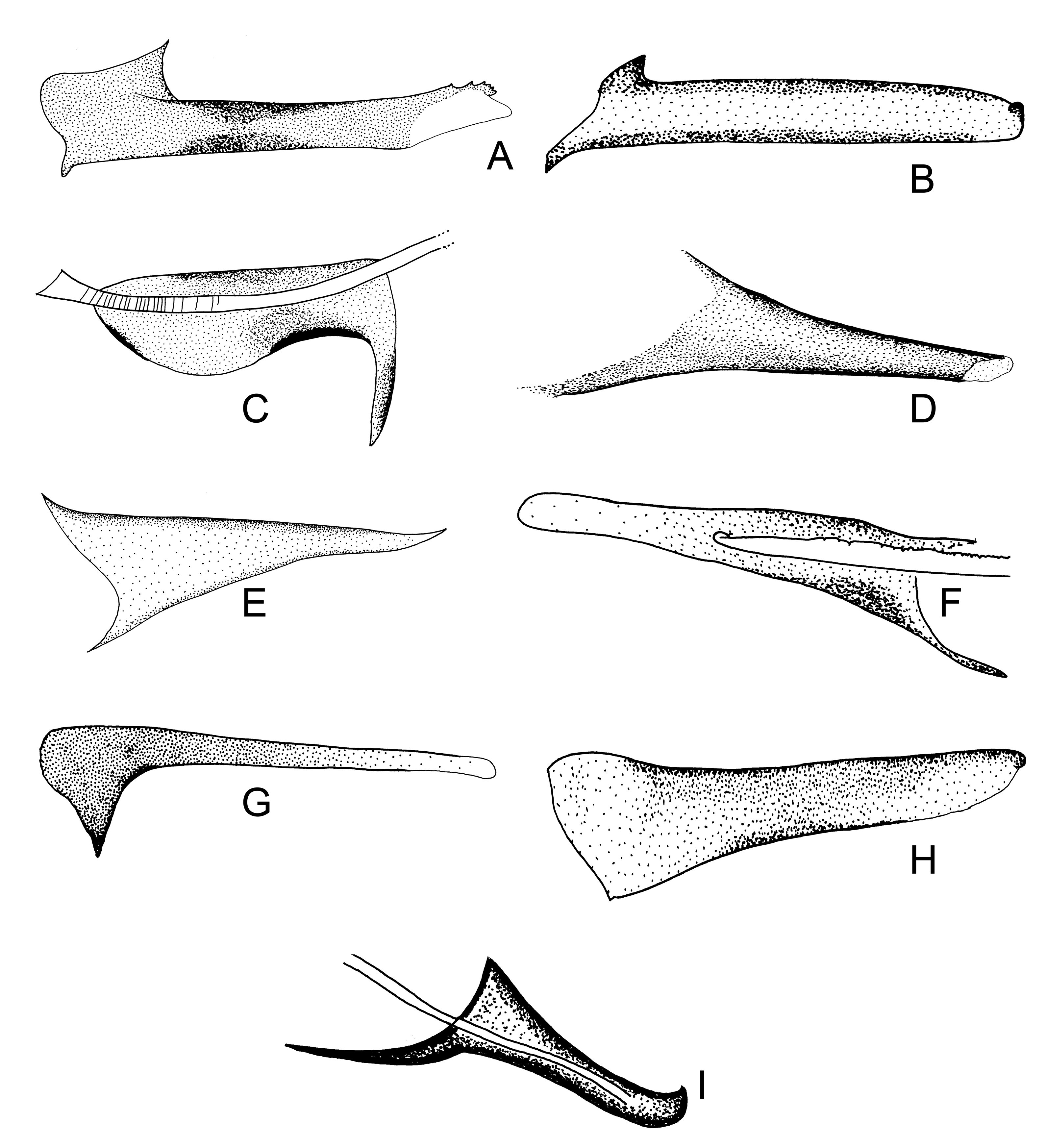
Genitalia